# Viçosa (Minas Gerais)
Viçosa é um município brasileiro, no interior do estado de Minas Gerais, Região Sudeste do país. Localiza-se na Zona da Mata Mineira, na Região Geográfica Intermediária de Juiz de Fora, e na Região Geográfica Imediata homônima. Sua população recenseada em 2022 era de 76 430 habitantes.
Trata-se de uma cidade essencialmente vocacionada para a educação, com destaque para a Universidade Federal de Viçosa, fundada em 1926 pelo então presidente da República, Arthur Bernardes, nascido na cidade. Conta ainda com outras instituições de ensino superior privadas, acentuando ainda mais o caráter educacional da cidade. 
O município atrai várias pessoas do Brasil e de outros países devido a eventos científico-acadêmicos que se realizam em torno das universidades, somando aproximadamente 500 eventos anuais. Sua população é composta, na sua maioria, por jovens, o que confere uma dinâmica própria à cidade, além do grande número de festas que se realizam durante a semana.

## História

### Fundação

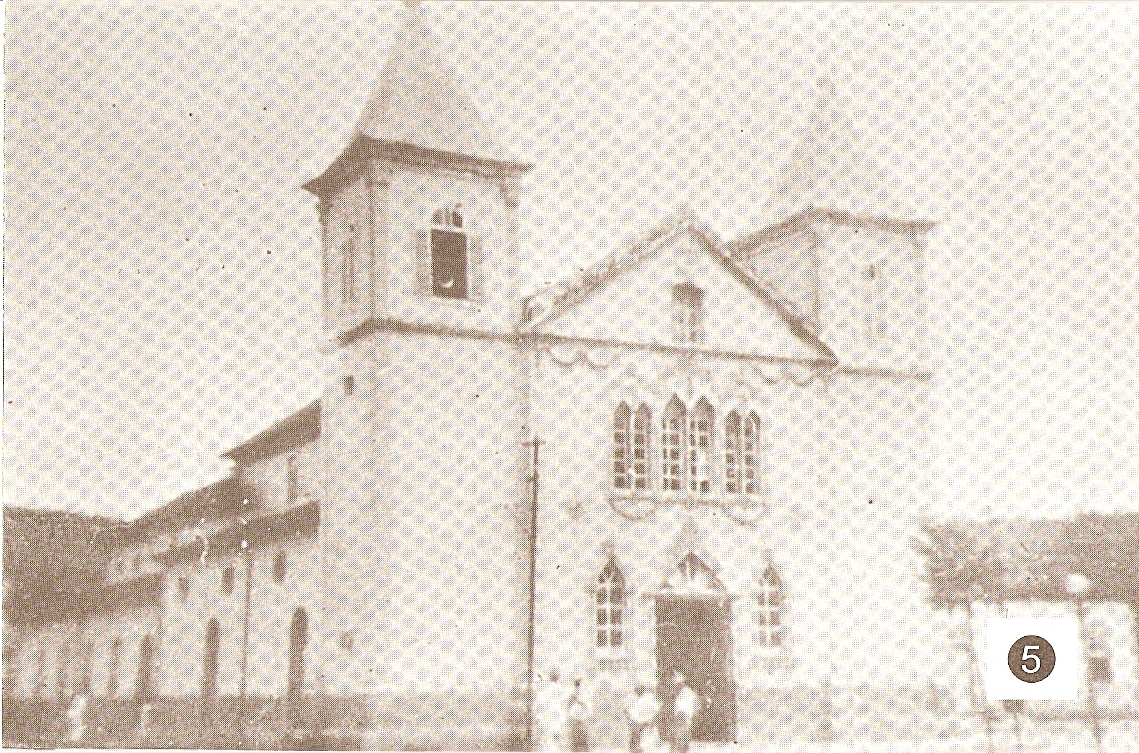
Reprodução - Primeira Matriz de Viçosa, inaugurada em 1851 e demolida em 1954.

Originalmente, a região da bacia do Rio Piranga era habitada pelos povos indígenas Botocudos e Puris, pertencentes ao grupo Jê. O povoamento colonial da região iniciou-se no século XVIII pelas localidades situadas às margens do Caminho Novo - estrada aberta pelo governo colonial para que o ouro fosse levado direto da região das Minas ao Rio de Janeiro, encurtando o trajeto e mantendo seu monopólio, que antes era feito através das gargantas da Serra da Mantiqueira, passando pela Serra do Mar e pela baía da Ilha Grande para só então chegar ao Rio de Janeiro. 
Esse povoamento ocorreu, em primeiro momento, de forma tímida, visto que a Coroa Portuguesa proibia a ocupação da região dos "Sertões do Leste”. Com a decadência da produção aurífera em Minas Gerais, vários exploradores e suas famílias se deslocaram das vilas mineradoras para a Zona da Mata Mineira. A referida região era tida como fronteira agrícola, sem grandes focos habitacionais não-indígenas até a primeira metade do século XVIII.
A atual região norte da Zona da Mata passaria a ser povoada por colonos atráves de incentivos do governador da capitania de Minas que, por volta de 1781, distribuiu centenas de sesmarias destinadas à busca do ouro na região. O povoamento também foi fortemente impulsionado, ao longo do século XIX, pela expansão da lavoura cafeeira. Além dessa, outras atividades econômicas se desenvolveram, como o comércio e outros serviços associados ao seu cultivo, ainda sob o regime de escravização de pessoas negras e indígenas.
A ocupação de Viçosa se inicia, propriamente, no século XIX. Em 8 de março de 1800, o Padre Francisco José da Silva obteve do bispo de Mariana - Frei Cipriano - a permissão para erigir uma ermida em homenagem a Santa Rita de Cássia, no local onde hoje está situada a capela de Nosso Senhor dos Passos, na Rua dos Passos, centro do distrito sede - essa região passou a constituir o Patrimônio de Santa Rita. A construção da capela é o marco inicial do processo de ocupação provido pela Igreja Católica, em detrimento de outras manifestações  religiosas, que se tornaria o povoado de Santa Rita do Turvo, topônimo da ermida que marcou o início do povoado acrescido do nome do principal rio que atravessa a localidade - Turvo.
Em 1813, com o aumento do povoado resolveu-se construir um novo templo católico no local da atual Praça Silviano Brandão. A construção de uma nova igreja católica à santa padroeira em outro local fez o eixo de expansão urbana mudar em direção a uma área mais plana, próxima ao vale do Ribeirão São Bartolomeu, com melhores condições de se erguer novas edificações, favorecendo o crescimento do povoado.
Em 13 de outubro de 1831, a atual cidade de Rio Pomba, a 100 km de Viçosa, foi elevada à categoria de vila, passando Santa Rita do Turvo a ser um de seus 14 distritos iniciais (em 1837 chegaram a 20) da localidade.

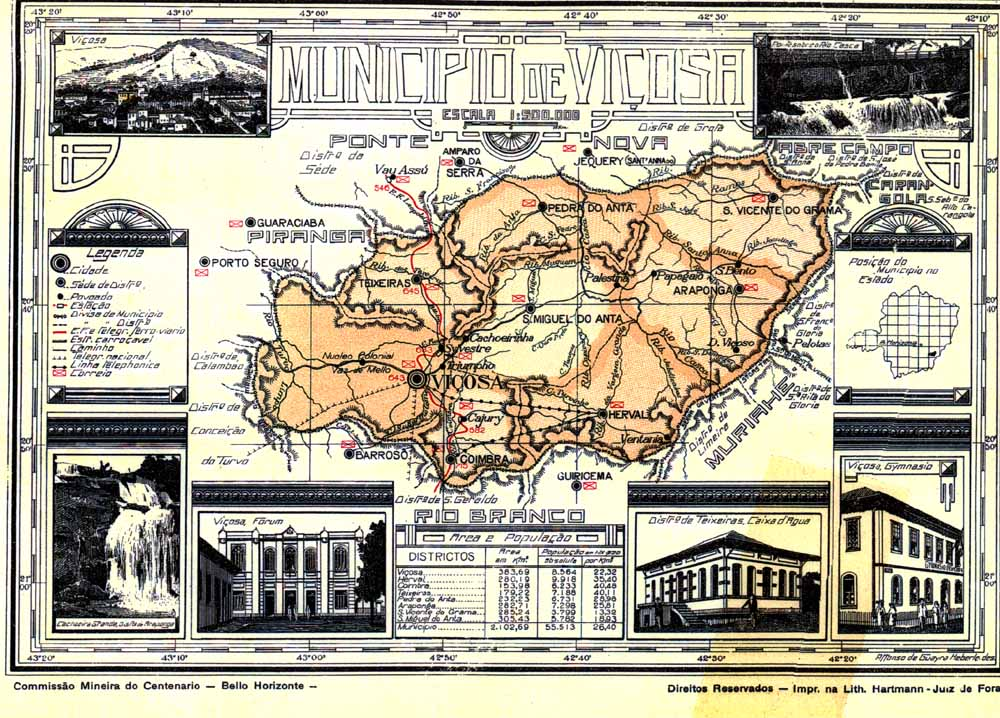
Reprodução - Mapa do município de Viçosa na segunda década do século XX.

 O traçado inicial do centro da cidade pouco se alterou ao longo do tempo, mesmo com a expansão local e criação de novas ruas. Contudo, já no final do século XIX, o território de Santa Rita do Turvo encontrava-se significativamente parcelado. O povoado era dividido em três regiões: O Patrimônio de Santa Rita, na Rua dos Passos; o Patrimônio da Matriz, onde se encontra o atual santuário e o quarteirão compreendido entre as ruas Senador Vaz de Mello e Arthur Bernardes, a Praça do Rosário, indo do Córrego São Bartolomeu até o Córrego da Conceição; e o patrimônio de São Francisco que abrangia a área onde atualmente está localizada a Praça Dr. Cristóvão Lopes de Carvalho, Rua Padre Serafim e pelo Cemitério Dom Viçoso.
Segundo José Mário Rangel, em 14 de julho de 1832 o distrito de Santa Rita do Turvo se desmembrou da freguesia do Pomba e tornou-se freguesia. Em 31 de agosto de 1833 foi fundada a Paróquia de Santa Rita, que à época também era uma divisão política. Em 1851 foi inaugurada a primeira igreja Matriz, construída sobre a antiga necrópole que ficava à frente da capela localizada no que hoje é a Praça Silviano Brandão, havendo o desmanche da mesma após término da obra.
Por efeito da lei provincial nº 1.871, de 30 de setembro de 1871, Santa Rita do Turvo foi elevada a Vila de mesmo nome. Era constituída, então, de cinco distritos: Santa Rita do Turvo (sede), São Sebastião dos Aflitos de Arrepiados e Curato de Coimbra (desmembrados do município de Ubá), São Miguel do Anta (desmembrado de Ponte Nova) e Barra do Bacalhau (desmembrado de Mariana). A vila foi elevada à categoria de cidade, município, efetivamente, três anos depois (em 3 de junho de 1876), com o nome de Viçosa de Santa Rita, em homenagem ao 7º bispo de Mariana, Dom Antônio Ferreira Viçoso. A 22 de janeiro de 1873 efetivou-se a instalação do município, com a inauguração do edifício a ser sede da Câmara e Cadeia, no local em que hoje se encontra o imóvel de número 136 da atual Praça Silviano Brandão, na esquina direita com a Rua dos Passos. A Câmara começou a funcionar em 12 de abril de 1877, quando o Brasil era ainda governado por Dom Pedro II. Seu primeiro presidente foi o Vereador Carlos Vaz de Mello, que mais tarde se tornou senador do Império.

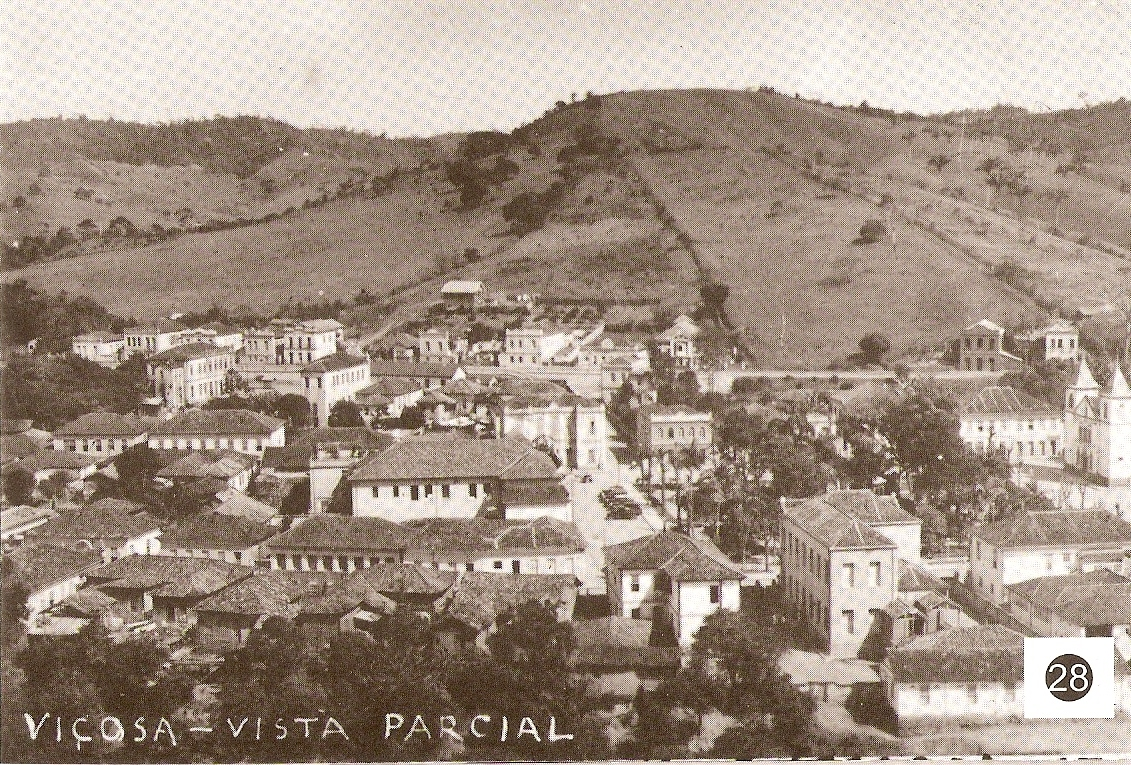
Reprodução - Vista Parcial Viçosa - junho 1932

 Pela lei provincial nº 3.171, de 18 de outubro de 1883, e lei estadual nº 2, de 14 de setembro de 1891, foi criado o distrito de Santo Antônio dos Teixeiras e anexado ao município de Viçosa de Santa Rita. Pela lei provincial nº 3.387, de 10 de julho de 1886, o distrito de São Sebastião dos Aflitos de Arrepiados passou a chamar-se São Sebastião do Erval. Pelo decreto estadual nº 227, de 6 de novembro de 1890, e lei estadual nº 2, de 14 de setembro de 1891, foi criado o distrito de São Vicente do Grama e anexado ao município de Viçosa de Santa Rita. Em 1911 o município passaria a ser chamado somente de Viçosa.
Em 21 de dezembro de 1885, durante a administração de Artur Bernardes, o então presidente da Câmara Municipal de Viçosa por duas legislaturas, Carlos Vaz de Mello, conseguiu por sua influência política que a estrada de ferro chegasse a Viçosa. A chegada do "trem de ferro" da Leopoldina Railway, cuja estação ficava a seis quilômetros de Viçosa - no local hoje denominado Estação Velha  ou Estação de Silvestre - foi o marco da chegada do progresso desenvolvimentista à cidade.
A distância da estação ferroviária do centro da cidade dificultava o embarque e desembarque de passageiros, já que só era possível chegar até lá de carro de boi, charretes e outros meios. Essa situação perdurou por quase 30 anos, até que a estação da Leopoldina foi transferida para o centro da cidade, tendo sua inauguração acontecida em 21 de agosto de 1914, quando a população local chegava a dois mil habitantes. A partir daí a cidade estava enfim ligada a então capital do país, Rio de Janeiro. Com a construção da estação ferroviária próxima à região central da cidade, consolidada pela construção da nova Matriz de Santa Rita, o centro ampliou seu raio de abrangência e nos arredores da mesma começaram a se instalar comércio, hotéis e novas residências, principalmente de estilo arquitetônico eclético. O crescimento em torno da estação ferroviária é um referencial comum entre as cidades da Zona da Mata mineira.

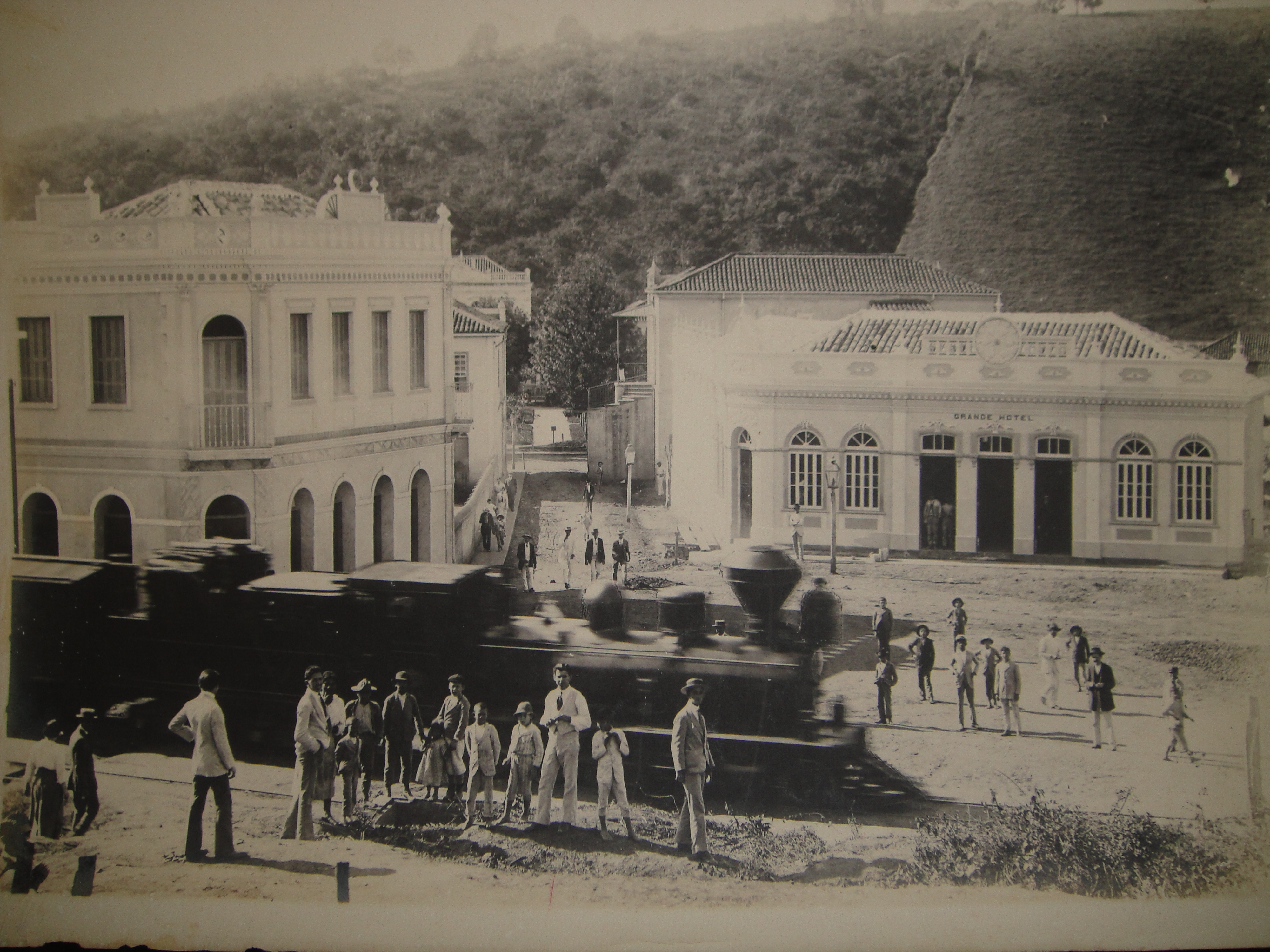
Reprodução - Maria Fumaça chegando a Viçosa, 1925. Ao fundo observa-se o Grande Hotel, que mais tarde se tornou o Hotel Rubim.

 Com essa nova ligação entre a cidade de Viçosa e o litoral, chegaram à cidade as primeiras famílias que iriam formar a colônia libanesa e italiana do município. Alguns libaneses vieram como mascates e iniciaram o comércio de tecidos, armarinhos e calçados, comércio este que permanecera inexpressivo até meados do século XX. Também na mesma época chegaram os primeiros italianos, que eram em sua maioria artesãos, alfaiates, caldereiros. Apesar de pequenos, juntamente com a população negra, esses núcleos participaram ativamente na formação de Viçosa. Trouxeram seus costumes, suas crenças e seus valores, enriquecendo o patrimônio cultural local.
Em 1908 foi fundada a Casa de Caridade de Viçosa, que hoje é o Hospital São Sebastião (em um primeiro momento instalado à Avenida Bueno Brandão, só mudando para o atual local à Rua Tenente Kummel, com a o término da construção do edifício em 1930). Em 1922 foi inaugurado o Hospital Regional na Rua Afonso Pena (como parte integrante do Plano de Saúde Pública, do então Presidente do Estado de Minas Gerais, Dr. Arthur Bernardes).
Em 1913, foi fundada uma sociedade privada com capital constituído por cotas, com a denominação de Gymnasio de Viçosa (instituição que deu origem à atual Escola Estadual Doutor Raimundo Alves Torres - ESEDRAT), na Praça Silviano Brandão. Em 1917 foi fundada a Escola Normal Nossa Senhora do Carmo, em Viçosa, (atual Colégio Carmo) dirigido pelas Irmãs Carmelitas da Divina Providência, anexou-se a ele, por um curto período, antes de separar-se e se dedicar exclusivamente à educação do sexo feminino. O mais significativo é que ambas se tornaram referências de qualidade de ensino médio na cidade e região.

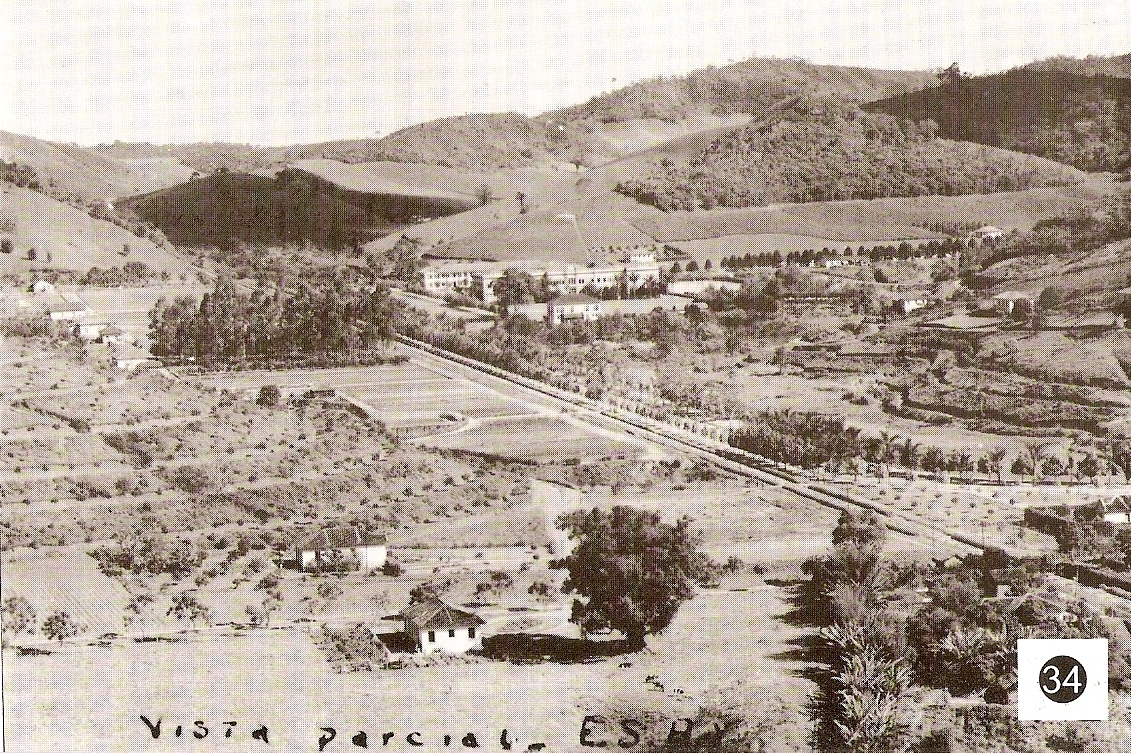
Reprodução - Vista Parcial ESAV 1933

 A Escola Superior de Agricultura e Veterinária, ESAV, foi fundada em 1926, pelo então presidente do Brasil Arthur da Silva Bernardes, Viçosense. Participou de sua construção, contratado como engenheiro auxiliar, João Carlos Bello Lisbôa. Seu primeiro diretor foi o professor Peter Henry Rolfs, que trouxe um modelo de educação aplicado em escolas da Flórida, Estados Unidos, baseado na tríplice "Ensino, Pesquisa e Extensão" que logo foi difundido pelo resto do país. No ano de 1948 a Escola Superior se tornou Universidade Rural do Estado de Minas Gerais, UREMG. Em 1969 houve sua federalização, passando a se chamar Fundação Universidade Federal de Viçosa. Eventos marcantes para história da instituição se refletem no crescimento do município - personalidades importantes para a escola superior são também personalidades importantes para Viçosa. Sua implantação dentro do perímetro urbano constitui um fator de cristalização num dos vetores de crescimento da cidade. A Instituição passa a atrair pessoas em busca de emprego e traz estudantes e professores de diversos locais do País, promovendo o crescimento e expansão da cidade.
Na década de 1950 a cidade passou por significativas obras de reurbanização, bem como a construção de importantes edificações. As avenidas P.H. Rolfs e Santa Rita foram reformadas, o antigo edifício da prefeitura (Praça do Rosário) concluído e foi edificado o prédio do Cine Brasil (esquina da Praça do Rosário com Rua Padre Serafim) que se tornaria uma referência cultural por décadas. Foi inciada a construção do edifício do Colégio de Viçosa (Atual sede da prefeitura). As praças do Rosário e Silviano Brandão foram redesenhadas e foi erguida a nova matriz de Santa Rita, ao lado da antiga. A construção do novo templo católico, bem maior e mais sólido que o anterior, naquela época, é dado como "marco para o progresso e expansão do município".

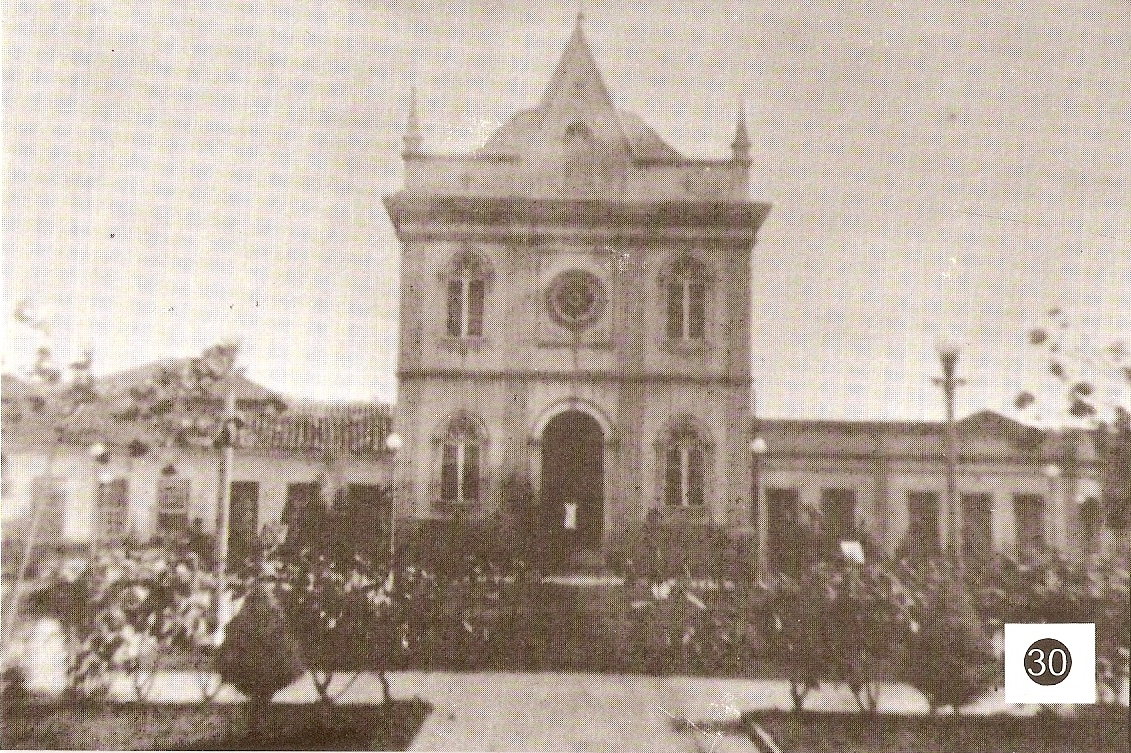
Reprodução - Capela do Rosário, localizada no centro da, hoje, Praça do Rosário. Erguida em 1903 e demolida em 1965.

 Em divisão territorial datada de 31 de dezembro de 1963, o município é constituído de 3 distritos: Viçosa, Cachoeira de Santa Cruz e Silvestre. Pela lei nº 001/92, datada de 14 de janeiro de 1992, é criado o distrito de São José do Triunfo. Atualmente, o Município de Viçosa conta com quatro distritos: Viçosa (Sede), Cachoeira de Santa Cruz, São José do Triunfo e Silvestre.
O processo de ocupação do espaço urbano da cidade está intimamente ligado à implantação da Universidade Federal de Viçosa (UFV). Inicialmente a própria instituição se encarregou de atender a demanda de moradia dos estudantes, construindo, ainda na década de 1920, o primeiro alojamento (agora também conhecido como alojamento velho) e no final da década de 1960 o alojamento feminino. Nessa mesma época foi implantada Vila Giannetti no próprio campus da universidade, destinada à moradia de professores, trazendo para a cidade um dos raros exemplares de urbanismo modernista existentes no interior do país.
A partir da federalização da instituição em 1969 e da criação de novos cursos, na década de 1970, houve uma modificação no cotidiano da cidade, que passou a ter sua dinâmica desenvolvida em razão da Universidade. Nesse momento, os estudantes já não eram totalmente atendidos pela habitação da própria Universidade, e acabam por se instalar no centro da cidade em pensões ou nas chamadas repúblicas pela proximidade da área ao campus. Intensificava-se assim o processo de adensamento do centro e dos bairros próximos a ele. A presença de edifícios na área central marcou essa década, assim como o processo de verticalização do bairro Ramos, na sua parte baixa próxima ao centro, e no início do Clélia Bernardes, principalmente ao longo da Avenida Olívia de Castro Almeida.Paralelamente a esse fato, os professores passaram a buscar áreas afastadas do centro da cidade, surgindo assim os primeiros condomínios horizontais, como o Condomínio Residencial Bosque do Acamari de 1983. Marca também o início do processo de verticalização, com edifícios com até quatro pavimentos. A tendência de verticalização prossegue no bairro Ramos e Clélia Bernardes, assim como na área da Praça Silviano Brandão, Avenida Santa Rita e Rua Gomes Barbosa. Também surgem, neste período, os primeiros edifícios de uso comercial e de serviços. O edifício Panorama, 12 pavimentos, foi o primeiro a contar com elevadores na cidade, ainda na década de 1970.

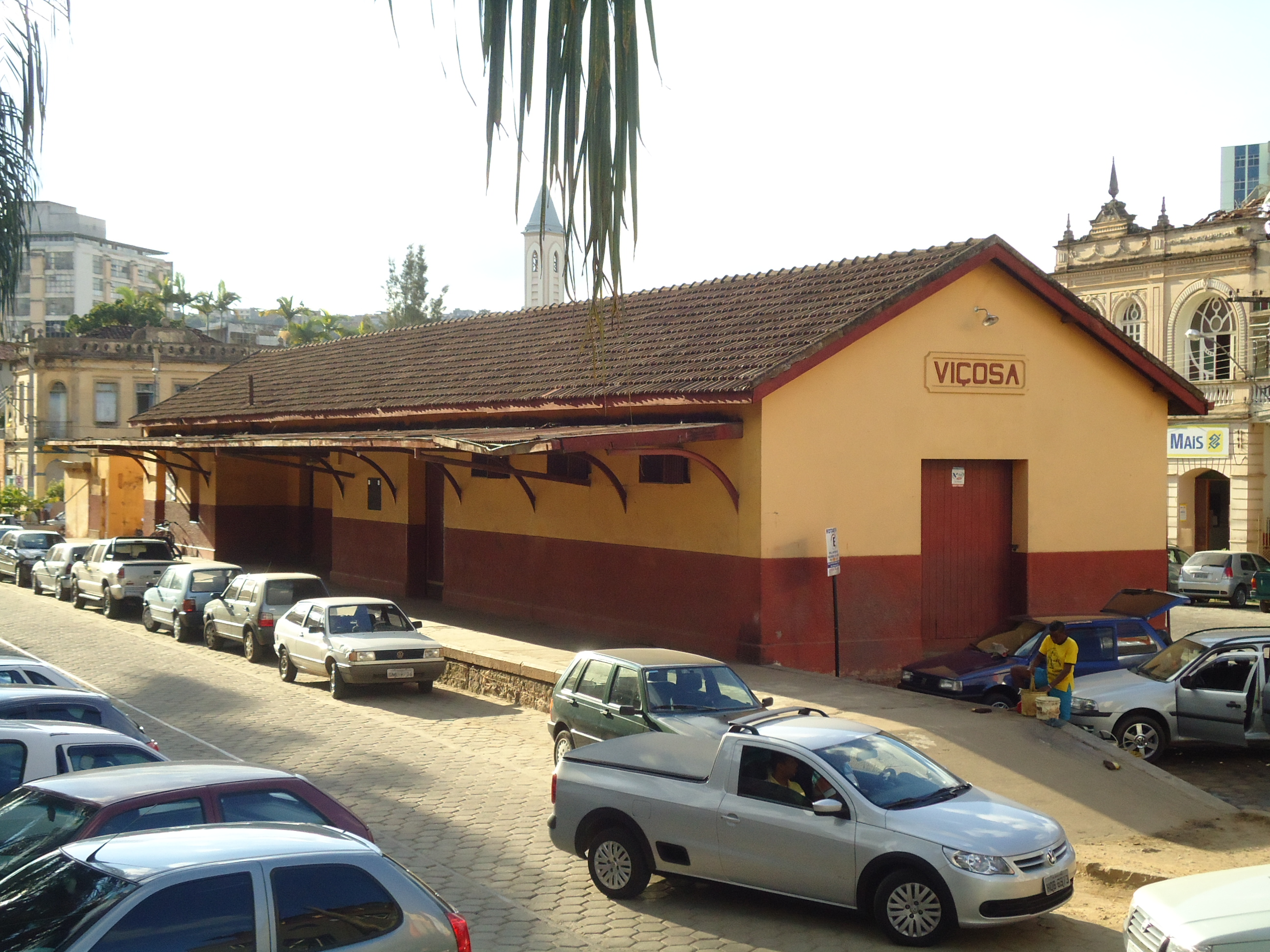
Estação Ferroviária de Viçosa

 A ausência de trens de passageiros desde a década de 1980 incentivou a desativação da linha em 1994, nos trechos Três Rios - Ligação e Ponte Nova - Caratinga.
Nos anos 90, o processo de verticalização do Centro se intensifica, surgindo edifícios mais altos, com gabarito em torno de 10 pavimentos. Entretanto, com a falta de terrenos no centro propriamente dito e o papel indutor da UFV, a tendência à verticalização se desloca para a Avenida P.H. Rolfs e seus arredores, a Ladeira dos Operários e a Rua José Antônio Rodrigues, proximidades das “Quatro Pilastras”, bem como a Avenida Santa Rita e a Rua Gomes Barbosa. É também na década de 90 que os bairros de Fátima, Lourdes, São Sebastião, Santo Antônio, João Braz, entre outros, começaram a se verticalizar, ainda que com gabaritos menores, em torno de cinco pavimentos.
A partir do ano de 2001, instalaram-se na cidade instituições privadas de ensino superior, próximas à BR-120, instaurando um novo vetor de crescimento da malha urbana. A instalação dessas instituições reforçam a vocação do setor de serviços. Fatos históricos ligados à UFV influenciaram diretamente a evolução histórica e social do município.
O processo de verticalização da cidade e a chegada desenfreada de novos estudantes causou, além de problemas estruturais, reclamações por parte do povo viçosense acerca da qualidade de vida. No dia 17 de março de 2011, após várias manifestações populares sobre o não cumprimento da lei do silêncio, foi imposto que estabelecimentos noturnos que possuem isolamento acústico só poderiam funcionar até às 3 hs, os demais deverão fechar até as 2 hs, como dita o Código de Posturas do Município de Viçosa.
A economia local, baseada no setor de serviços, é dependente da população flutuante, que reside, em sua maioria, durante o período escolar na cidade. A expansão urbana acontece de modo orgânico, adensando regiões já saturadas e com infraestrutura antiga. Atualmente há discussões na sociedade sobre os benefícios e malefícios de não se controlar o modelo de crescimento local. Há problemas de drenagem pluvial, transportes, pavimentação, ocupação em áreas de risco, supressão dos cursos d'água, poluição visual, sistema de esgotos e de abastecimento, além de já surgirem problemas quanto ao abastecimento de energia elétrica. A Universidade participa das discussões, já que influencia diretamente a cidade.

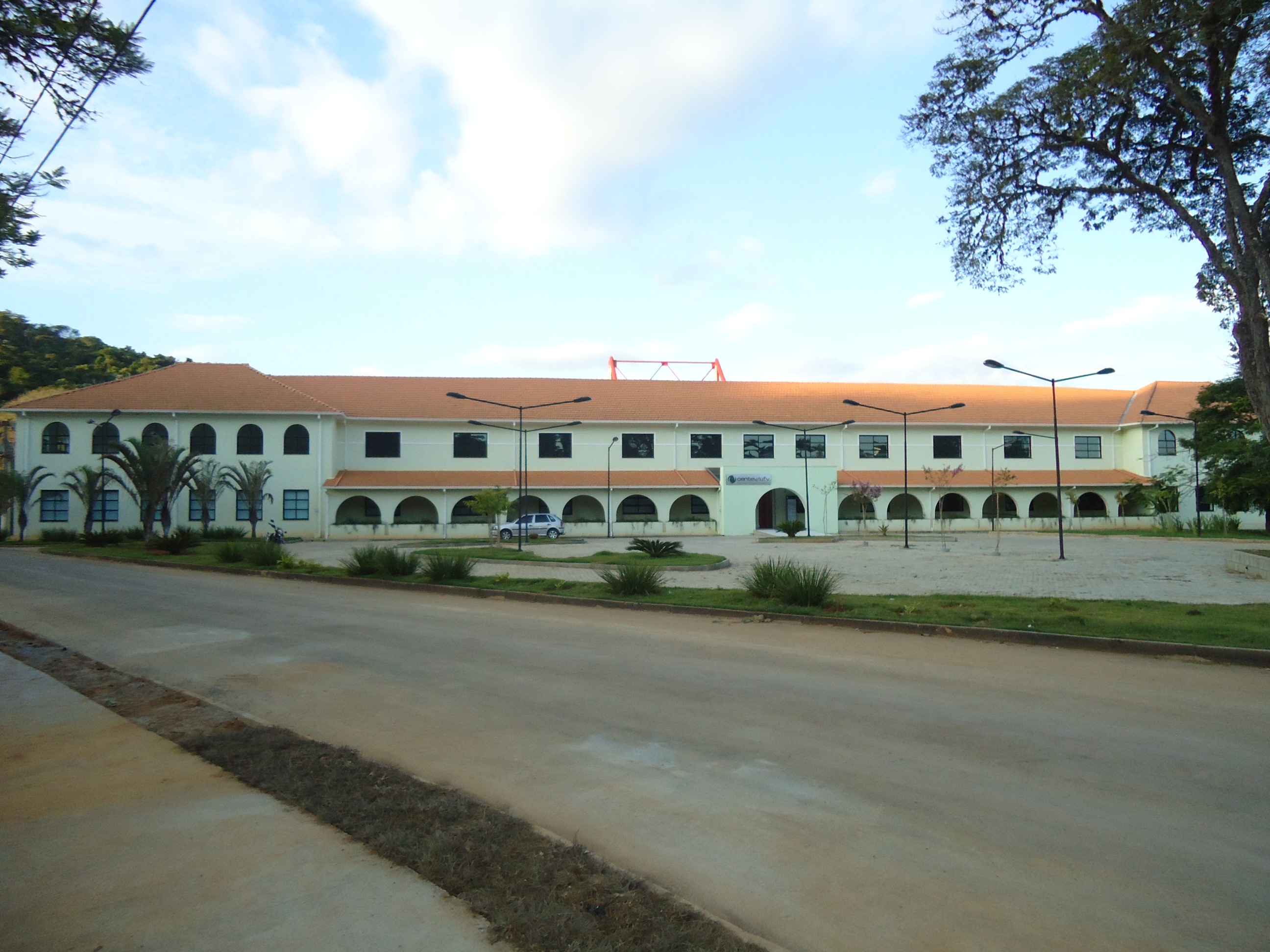
Fachada principal do edifício que abriga a sede do TecnoParq / Centev, no prédio do antigo Patronato Agrícola.

 Apesar dos problemas urbanos, o município se destaca como pólo microrregional, atendendo uma demanda de quase 200 mil habitantes que recorrem à Viçosa na busca por serviços de saúde, educação e comércio. O município tem se tornado uma referência cultural ao promover eventos de grande porte. Além disso, as pesquisas realizadas pelas instituições de ensino superior levam o nome da cidade a se tornar referência científica.
Em abril de 2011 foi inaugurado o Parque Tecnológico de Viçosa - TecnoParq - que é uma parceria da UFV, Governo de Minas e Prefeitura Municipal. O Parque Tecnológico de Viçosa, o primeiro de Minas Gerais, está em desenvolvimento desde o início da década de 2000, já com diversas empresas incubadas, além de inúmeras ações já desenvolvidas. Com a inauguração da sede, passa agora a contar com um espaço mais adequado ao desenvolvimento das ideias, que faz de um parque tecnológico diferente de um industrial. O TecnoParq é sediado nas instalações revitalizadas e ampliadas da antiga Escola Agrícola Arthur Bernardes, vinculada à extinta Fundação Nacional do Bem-Estar do Menor (Funabem). As instalações ficam às margens da BR-120, a cerca de 5 quilômetros do campus da UFV.

## Geografia

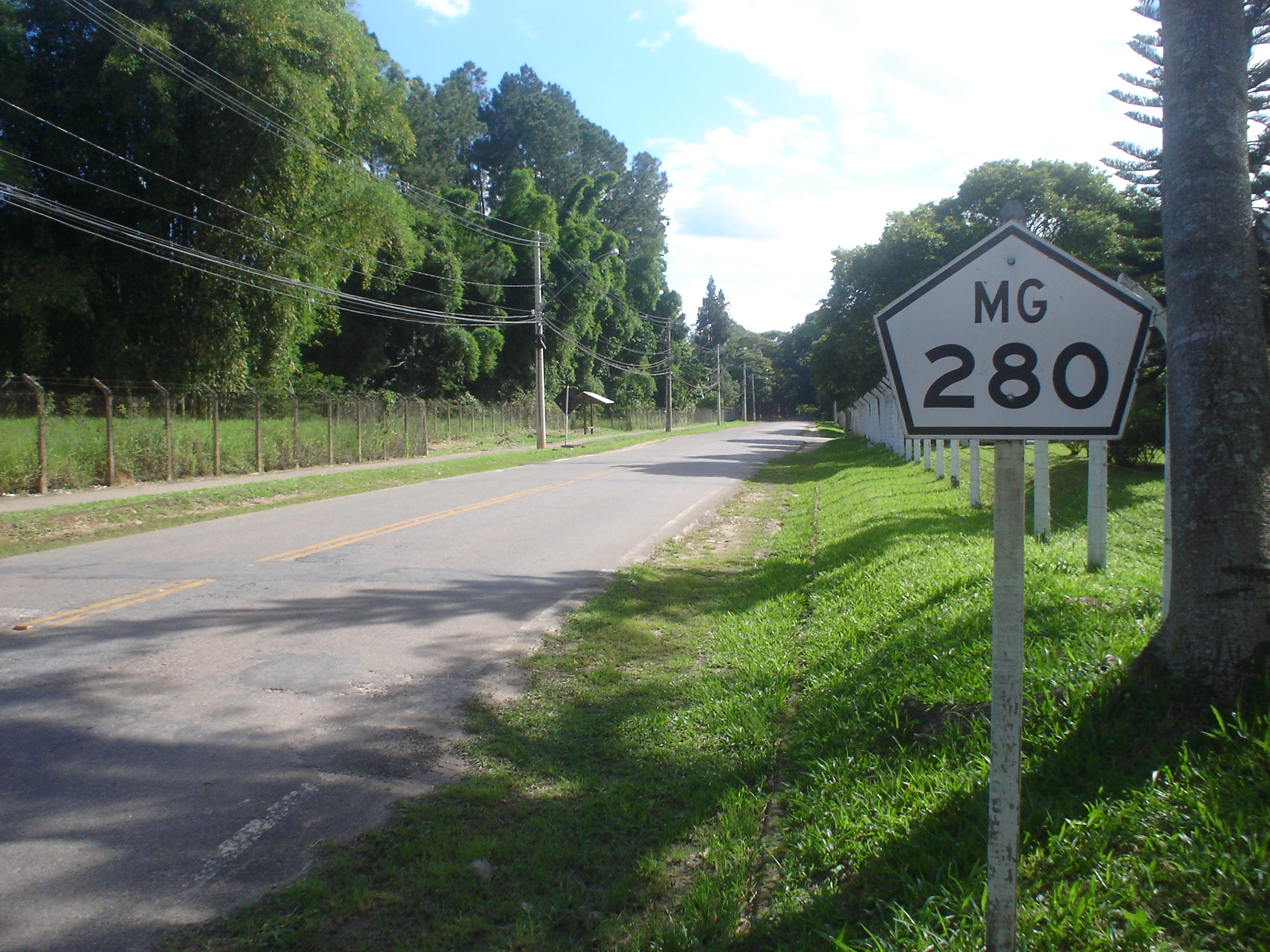
Rodovia MG-280 em Viçosa.

Viçosa está situada na região da Zona da Mata Mineira, entre as Serras da Mantiqueira, do Caparaó e da Piedade. Apesar do relevo ser majoritariamente acidentado, Viçosa destaca-se pela sua verticalização, não observada nas cidades de porte equivalentes no estado de Minas Gerais, sendo considerada a quarta cidade com maior número de construções com mais de quatro pavimentos em todo o estado.
Tem como coordenadas geográficas o paralelo de 20°45´14´´, latitude S, e o meridiano de 42°52´54´´, longitude W. Limita-se ao norte com os municípios de Teixeiras e Guaraciaba, ao sul com Paula Cândido e Coimbra, a leste com Cajuri e São Miguel do Anta e a oeste com Porto Firme.
O centro da cidade encontra-se a uma altitude de 649 metros, o distrito de São José do Triunfo está a 674 metros acima do nível do mar e o distrito de Cachoeira de Santa Cruz tem uma altitude de 703 metros. O município de Viçosa caracteriza-se por estar no meio de um vale montanhoso e tem relevo predominantemente acidentado.
O município é servido pelas rodovias BR-120, que liga a cidade a Ponte Nova e Belo Horizonte, BR-356, que liga a cidade a Porto Firme, BR-482 que liga a cidade a Conselheiro Lafaiete e MG-280, que liga a cidade a Paula Cândido. O Aeroporto de Viçosa (ICAO: SNVC), localizado às margens da BR-120, tem pista pavimentada e sinalizada com novecentos metros de extensão e 30 metros de largura com cabeceiras 17/35.
A cidade também conta com uma ferrovia, a Linha de Caratinga da antiga Estrada de Ferro Leopoldina, cujo único trecho restante desta liga Viçosa às cidades vizinhas de Cajuri, São Geraldo e Visconde do Rio Branco. Desde 2013, a ferrovia está sob responsabilidade do DNIT, após sua devolução pela Ferrovia Centro Atlântica e a anulação do contrato de sua concessão de 1996. As autoridades locais estudam reativá-la para fins turísticos futuramente.

### Clima
| Maiores acumulados de precipitação em 24 horas registrados em Viçosa (UFV) por meses (INMET) | Maiores acumulados de precipitação em 24 horas registrados em Viçosa (UFV) por meses (INMET) | Maiores acumulados de precipitação em 24 horas registrados em Viçosa (UFV) por meses (INMET) | Maiores acumulados de precipitação em 24 horas registrados em Viçosa (UFV) por meses (INMET) | Maiores acumulados de precipitação em 24 horas registrados em Viçosa (UFV) por meses (INMET) | Maiores acumulados de precipitação em 24 horas registrados em Viçosa (UFV) por meses (INMET) |
| Mês                                                                                          | Acumulado                                                                                    | Data                                                                                         | Mês                                                                                          | Acumulado                                                                                    | Data                                                                                         |
| -------------------------------------------------------------------------------------------- | -------------------------------------------------------------------------------------------- | -------------------------------------------------------------------------------------------- | -------------------------------------------------------------------------------------------- | -------------------------------------------------------------------------------------------- | -------------------------------------------------------------------------------------------- |
| Janeiro                                                                                      | 184,8 mm                                                                                     | 01/01/1986                                                                                   | Julho                                                                                        | 71,9 mm                                                                                      | 01/07/1975                                                                                   |
| Fevereiro                                                                                    | 173,2 mm                                                                                     | 19/02/1948                                                                                   | Agosto                                                                                       | 47,8 mm                                                                                      | 12/08/1947                                                                                   |
| Março                                                                                        | 120,4 mm                                                                                     | 23/03/2015                                                                                   | Setembro                                                                                     | 62,6 mm                                                                                      | 16/09/2008                                                                                   |
| Abril                                                                                        | 78,4 mm                                                                                      | 07/04/1983                                                                                   | Outubro                                                                                      | 112,8 mm                                                                                     | 26/10/2019                                                                                   |
| Maio                                                                                         | 51,5 mm                                                                                      | 19/05/1978                                                                                   | Novembro                                                                                     | 109,4 mm                                                                                     | 26/11/1967                                                                                   |
| Junho                                                                                        | 33 mm                                                                                        | 02/06/2016                                                                                   | Dezembro                                                                                     | 163,9 mm                                                                                     | 07/12/1979                                                                                   |
| Período: 01/05/1942-presente                                                                 |                                                                                              |                                                                                              |                                                                                              |                                                                                              |                                                                                              |

O clima de Viçosa é tropical de altitude com aumento de chuvas durante o verão e temperatura média anual em torno de 20 °C. No inverno, com as baixas temperaturas, a cidade experimenta um clima que faz as manhãs e o meio da noite oferecerem brisas muitos frias e com densa neblina, com temperatura mínima de 10 °C. O inverno viçosense também é conhecido pelo ar seco provocado pela baixa umidade relativa do ar. O verão tem característica de chuvoso e a temperatura máxima chega a 30 °C. 
Viçosa é conhecida por uma cidade fria e úmida, e tem como característica uma variação climática irregular em determinadas épocas do ano, tendo, "as quatro estações do ano em um único dia" de acordo com os habitantes e residentes da cidade. Outras curiosidades são as tempestades elétricas que costumam ser bem intensas na cidade e arredores, assim como as chuvas intensas com fortes rajadas de vento.
Segundo dados do Instituto Nacional de Meteorologia (INMET), desde maio de 1942 a menor temperatura registrada em Viçosa foi de 1,2 °C em 1° de junho de 1979, contudo o recorde mínimo absoluto foi registrado antes desse período, em 18 de julho de 1926, dia que experimentou mínima de −0,8 °C. A maior temperatura atingiu 38,2 °C em 7 de outubro de 2020. O maior acumulado de precipitação em 24 horas chegou a 184,8 milímetros (mm) em 1 de janeiro de 1986, seguido por 173,2 mm em 19 de fevereiro de 1948 e 163,9 mm em 20 de dezembro de 1979.
| Dados climatológicos para Viçosa (UFV)                                                                   | Dados climatológicos para Viçosa (UFV) | Dados climatológicos para Viçosa (UFV) | Dados climatológicos para Viçosa (UFV) | Dados climatológicos para Viçosa (UFV) | Dados climatológicos para Viçosa (UFV) | Dados climatológicos para Viçosa (UFV) | Dados climatológicos para Viçosa (UFV) | Dados climatológicos para Viçosa (UFV) | Dados climatológicos para Viçosa (UFV) | Dados climatológicos para Viçosa (UFV) | Dados climatológicos para Viçosa (UFV) | Dados climatológicos para Viçosa (UFV) | Dados climatológicos para Viçosa (UFV) |
| Mês | Jan                                    | Fev                                    | Mar                                    | Abr                                    | Mai                                    | Jun                                    | Jul                                    | Ago                                    | Set                                    | Out                                    | Nov                                    | Dez                                    | Ano                                    |
| --- | -------------------------------------- | -------------------------------------- | -------------------------------------- | -------------------------------------- | -------------------------------------- | -------------------------------------- | -------------------------------------- | -------------------------------------- | -------------------------------------- | -------------------------------------- | -------------------------------------- | -------------------------------------- | -------------------------------------- |
| Temperatura máxima recorde (°C)                                                                          | 36,5                                   | 35,6                                   | 34,2                                   | 35,2                                   | 32,2                                   | 31                                     | 32                                     | 33,8                                   | 37,6                                   | 38,2                                   | 36,8                                   | 34,8                                   | 38,2                                   |
| Temperatura máxima média (°C)                                                                            | 28,9                                   | 29,8                                   | 28,7                                   | 27,5                                   | 25                                     | 24,3                                   | 24,4                                   | 25,9                                   | 26,8                                   | 27,7                                   | 27,3                                   | 28,4                                   | 27,1                                   |
| Temperatura média compensada (°C)                                                                        | 22,8                                   | 23                                     | 22,3                                   | 20,9                                   | 18,1                                   | 16,7                                   | 16,4                                   | 17,6                                   | 19,5                                   | 21,1                                   | 21,5                                   | 22,5                                   | 20,2                                   |
| Temperatura mínima média (°C)                                                                            | 19                                     | 18,8                                   | 18,4                                   | 16,8                                   | 13,8                                   | 11,9                                   | 11,3                                   | 11,8                                   | 14,2                                   | 16,5                                   | 17,9                                   | 18,8                                   | 15,8                                   |
| Temperatura mínima recorde (°C)                                                                          | 12,2                                   | 10,3                                   | 9,8                                    | 5,6                                    | 3,2                                    | 1,2                                    | 1,8                                    | 1,8                                    | 2,6                                    | 4,8                                    | 8                                      | 8,6                                    | 1,2                                    |
| Precipitação (mm)                                                                                        | 236                                    | 116,9                                  | 163,3                                  | 58                                     | 34,2                                   | 15,5                                   | 7,7                                    | 10,4                                   | 49,7                                   | 99,2                                   | 204,8                                  | 265,9                                  | 1 261,6                                |
| Dias com precipitação (≥ 1 mm)                                                                           | 13                                     | 9                                      | 11                                     | 5                                      | 4                                      | 2                                      | 1                                      | 2                                      | 5                                      | 8                                      | 13                                     | 15                                     | 88                                     |
| Umidade relativa compensada (%)                                                                          | 80,1                                   | 78,9                                   | 82,4                                   | 82,3                                   | 83,4                                   | 83,5                                   | 80,8                                   | 74,8                                   | 72,2                                   | 74,1                                   | 79,5                                   | 81,3                                   | 79,4                                   |
| Insolação (h)                                                                                            | 173                                    | 186,5                                  | 182,4                                  | 184,4                                  | 185,8                                  | 187,1                                  | 205,4                                  | 213,6                                  | 172,7                                  | 163,3                                  | 133,3                                  | 148                                    | 2 135,5                                |
| Fonte: INMET (normal climatológica de 1991-2020; recordes absolutos de temperatura: 01/05/1942-presente) |                                        |                                        |                                        |                                        |                                        |                                        |                                        |                                        |                                        |                                        |                                        |                                        |                                        |

### Vegetação
A vegetação original da região é do tipo floresta tropical subperenifólia e pertence ao ecossistema da Mata Atlântica. No processo de colonização, foi substituída pelo cultivo do café, que deixou marcas nos aspectos físicos da paisagem atual e na sócio-economia regional.
Atualmente, a cobertura vegetal predominante é o capim gordura, com manchas descontínuas de sapé. As matas secundárias ocupam os topos das elevações, formando capoeiras interruptas.
A agricultura, principalmente o cultivo de milho e feijão, é praticada nos vales, onde ocorre, também, a maior concentração urbana. As encostas são utilizadas para cafeicultura, fruticultura, pastagens e reflorestamento.
Nas últimas décadas, o reflorestamento com eucalipto e a retomada do cultivo de café em bases tecnológicas mais avançadas foram substancialmente intensificadas.

### Hidrologia
Viçosa é banhada pelo Ribeirão São Bartolomeu, que tem cerca de 440 nascentes, e pelo Rio Turvo Sujo, que são afluentes do Rio Piranga, que por sua vez é um afluente do Rio Doce.

## Organização política

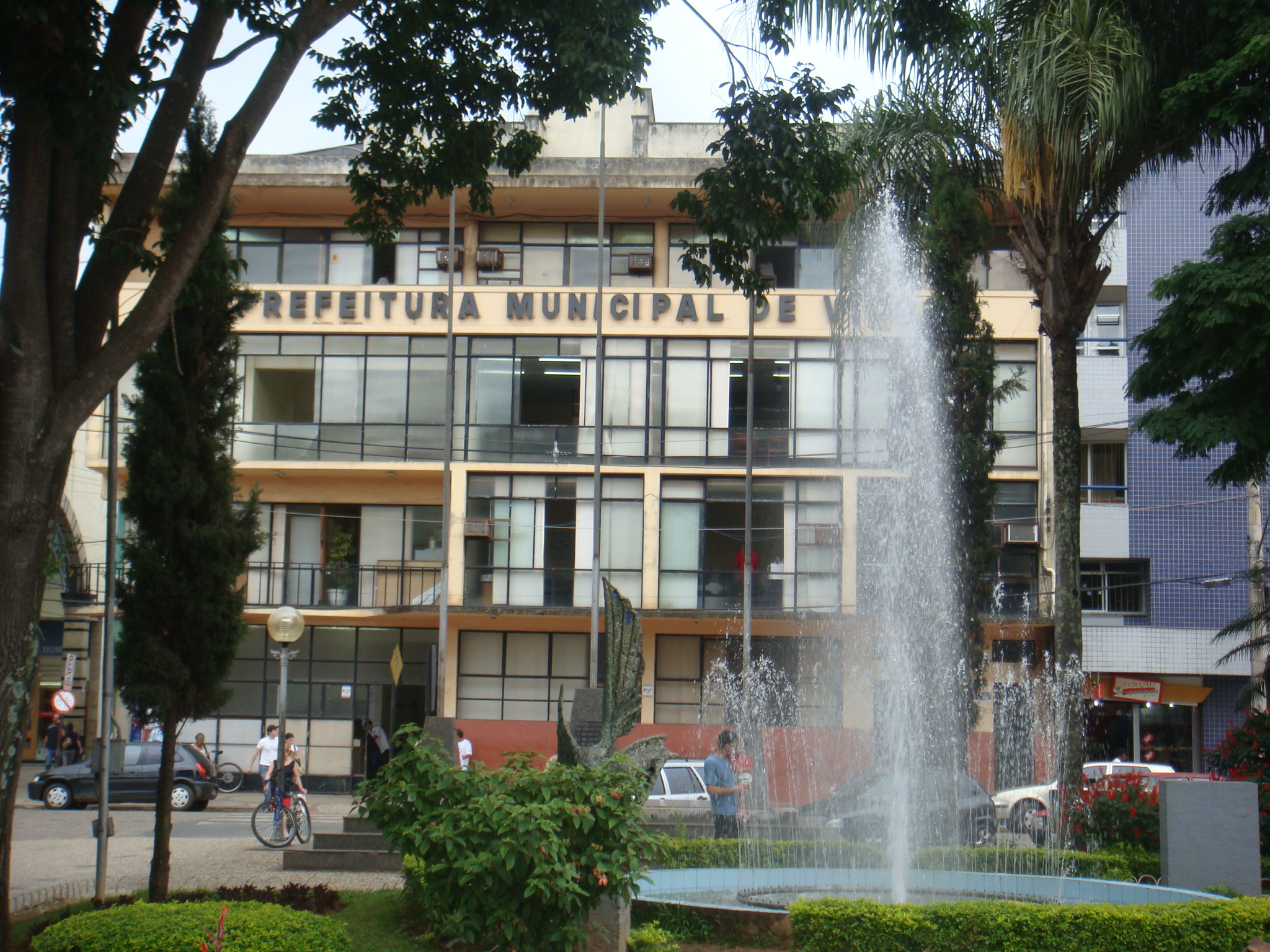
Prefeitura de Viçosa

O município atualmente é formado por quatro distritos:
- Sede (Viçosa)
- Cachoeira de Santa Cruz
- São José do Triunfo
- Silvestre

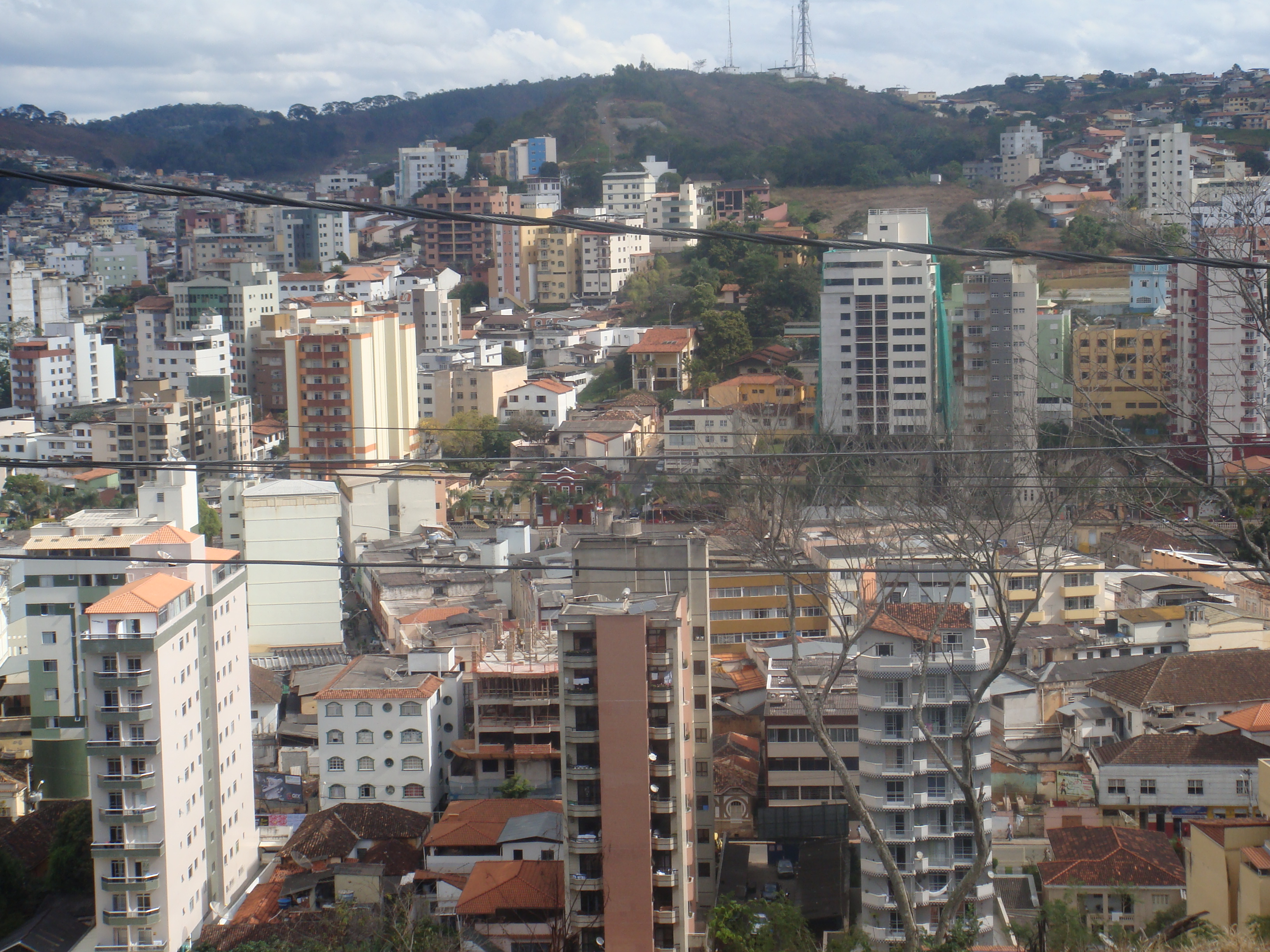
Vista Viçosa Parcial

A sede do município, que se originou no vale do rio Turvo Sujo, e depois se espalhou pelas encostas, ainda preserva algumas casas e sobrados do século XIX e início do século XX, no meio de inúmeros edifícios construídos nas últimas décadas.

## Infraestrutura

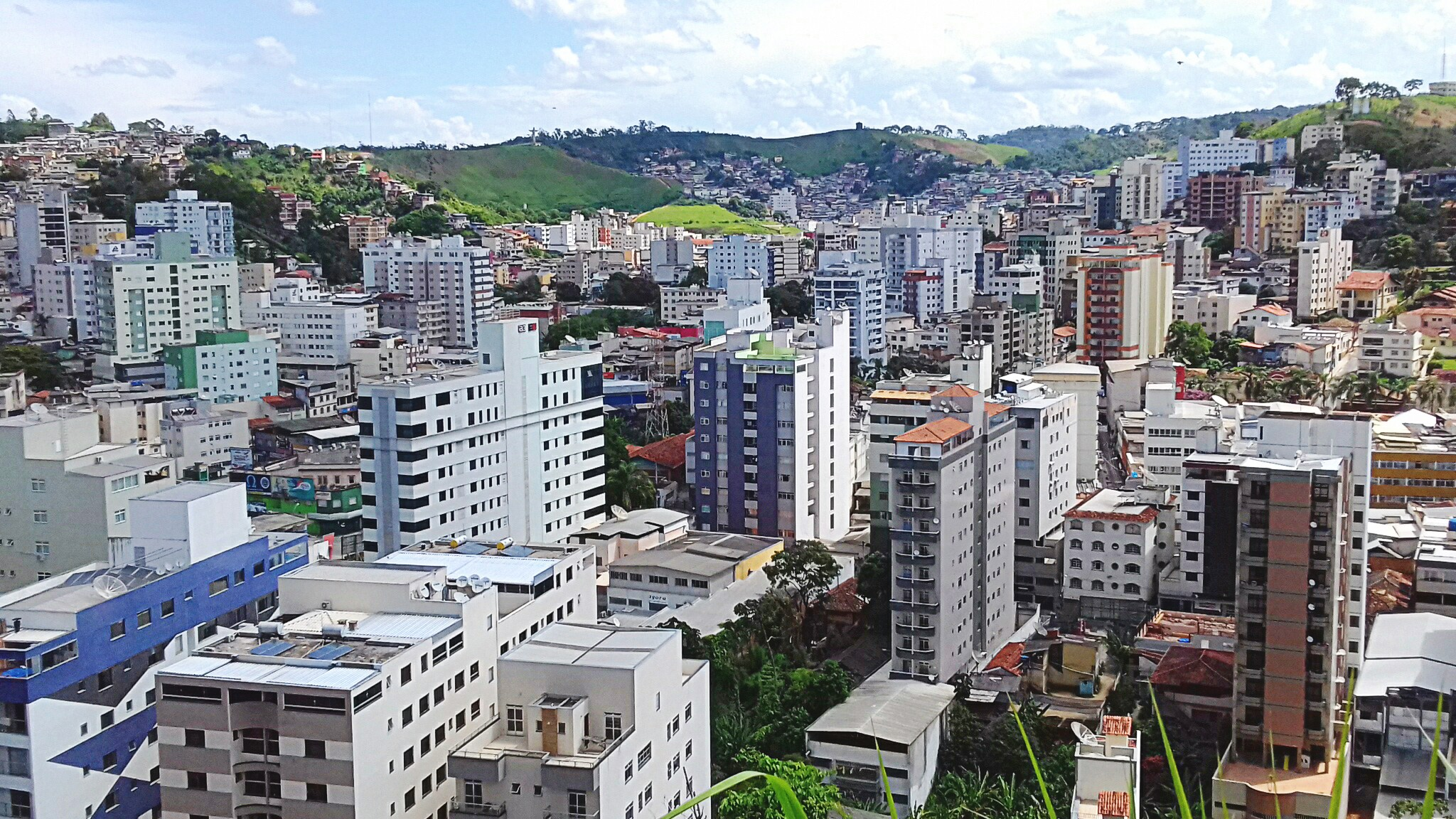
Vista parcial de Viçosa

No ano de 2000, a cidade possuía 17 182 domicílios, entre apartamentos, casas, e cômodos.

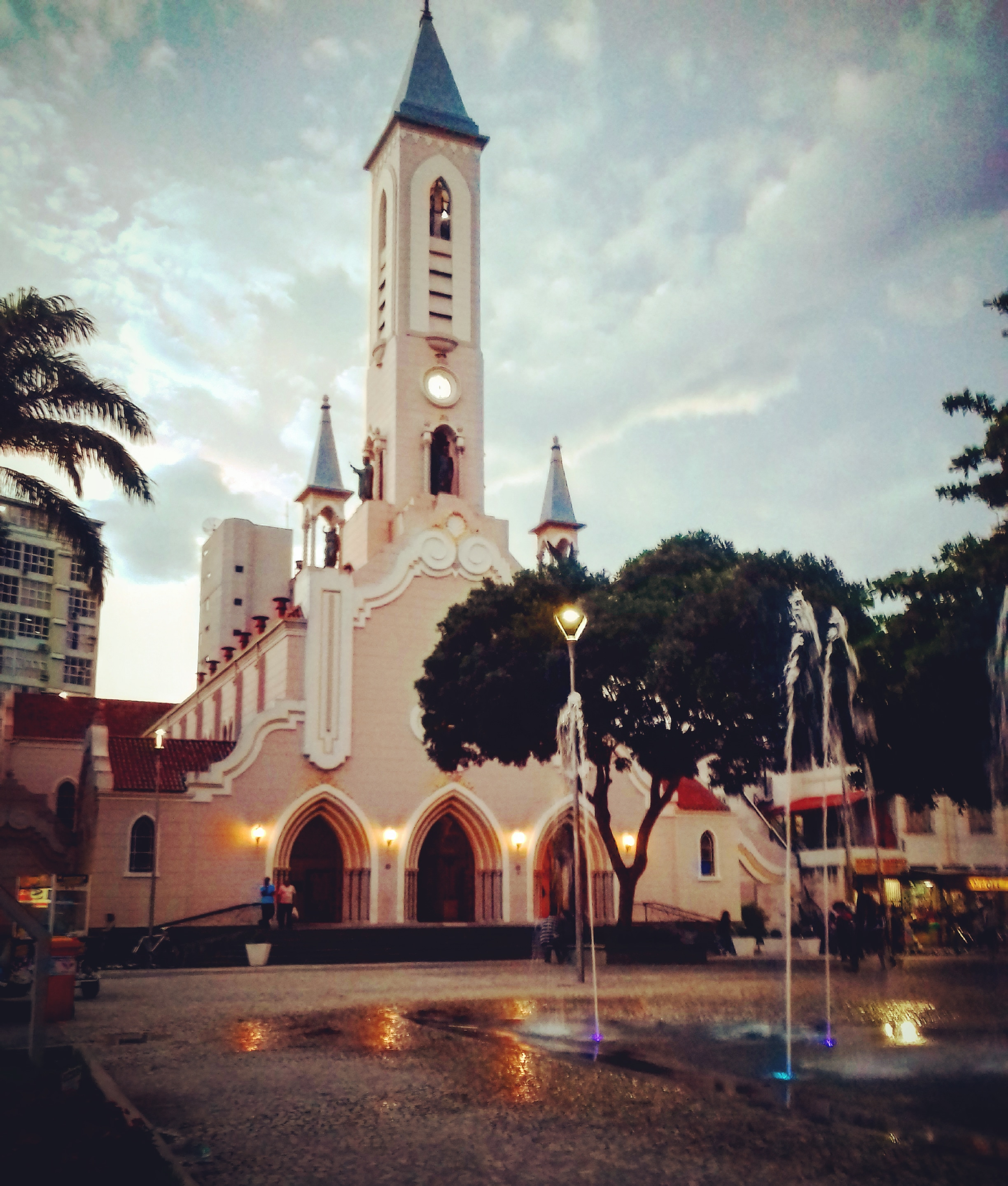
Santuário de Santa Rita de Cássia em Viçosa MG 2019

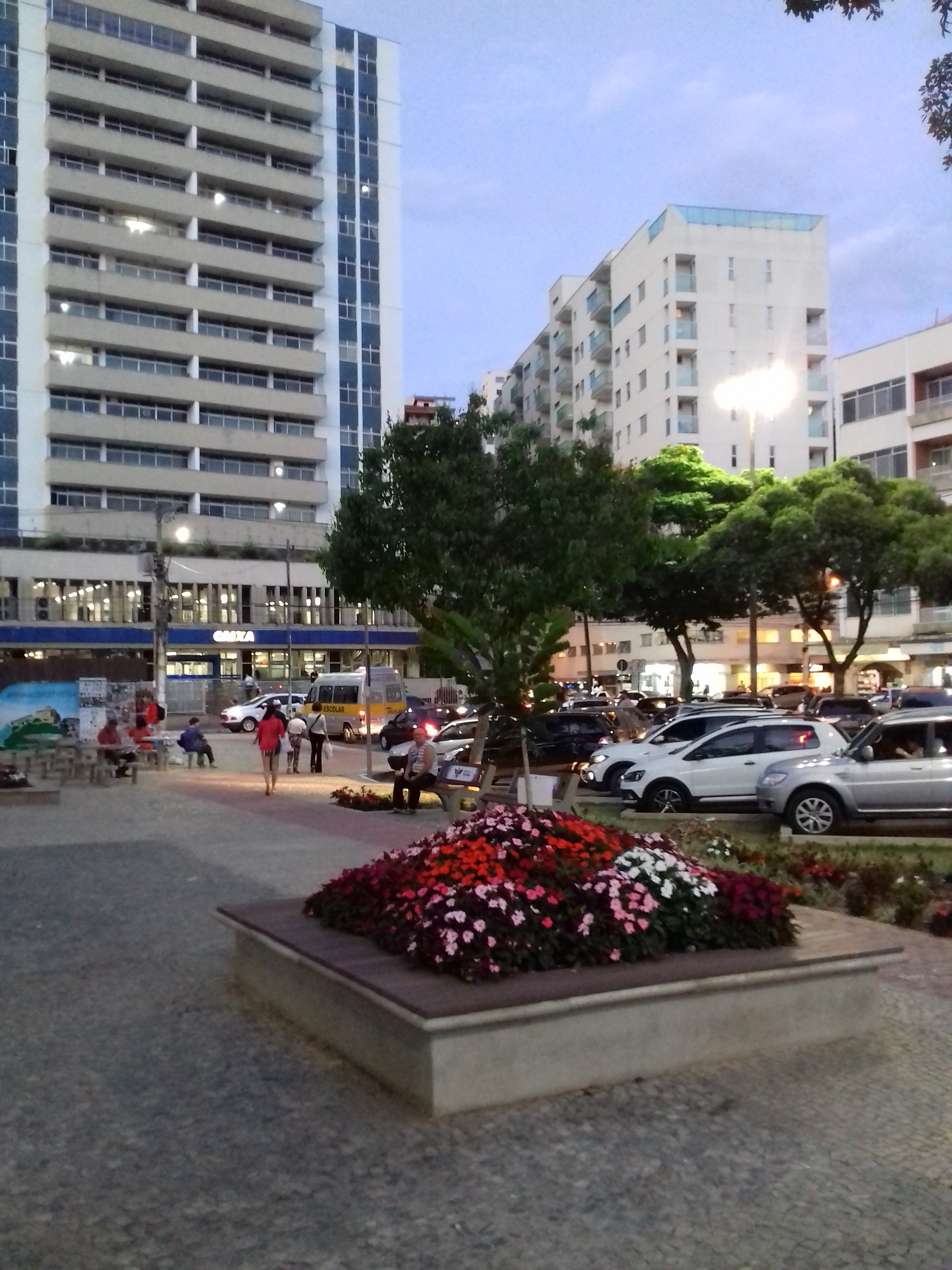
Detalhe da Praça Silviano Brandão, em 2019

Desse total, 12 339 eram imóveis próprios, sendo 11 929  próprios já quitados (69,43%), 410 próprios em aquisição (2,39%), 3 355 eram alugados (19,53%), 1 428 imóveis foram cedidos sendo que 373 haviam sido cedidos por empregador (2,17%), 1,055 foram cedidos de outra maneira (6,14%) e 60 eram de outra forma (0,35%).
O município conta com água tratada, energia elétrica, esgoto, limpeza urbana, telefonia fixa e telefonia celular. Em 2000, 85,92% dos domicílios eram atendidos pela rede geral de abastecimento de água, 88,14% das moradias possuíam coleta de lixo e 80,64% das residências possuíam escoadouro sanitário. Seu Índice de Gini é de 0,44.

### Educação
Viçosa é uma cidade essencialmente universitária, com destaque para a Universidade Federal de Viçosa, que é responsável pelo rápido crescimento e desenvolvimento da cidade. Ainda em Viçosa encontramos outras instituições de ensino superior privadas como ESUV, FDV, UNIVIÇOSA, UNOPAR, UNISEB, acentuando ainda mais o caráter educacional da cidade. É uma cidade que atrai várias pessoas do Brasil e de outros países devido a eventos científico-acadêmicos que se realizam em torno da universidade, somando aproximadamente 500 eventos anuais. A cidade é subordinada à 34ª Superintendência Regional de Ensino (SRE) de Ponte Nova, unidade regional da Secretaria de Educação do Estado de Minas Gerais.
- Ensino básico

Viçosa possui várias escolas do Ensino Básico, com destaque para o Colégio de Aplicação da Universidade Federal de Viçosa. Além disso, a cidade conta com algumas creches ligadas a instituições filantrópicas e outras mantidas pela Secretaria Municipal de Educação.

Vista Parcial de Viçosa, MG

| Escolas e pré-escolas municipais - E.M. Almiro Paraíso - E.M. Anitaa Chequer - E.M. Coronel Antônio da Silva Bernardes - E.M. Dona Nanete - E.M. Dr. Arthur Bernardes - E.M. Dr. Juscelino Kubitschek - E.M. João Francisco da Silva - E.M. José Lopes Valente Sobrinho - E.M. José Teotônio Pacheco - E.M. Ministro Edmundo Lins - E.M. Monsenhor Joaquim Dimas Guimarães - E.M. Nossa Senhora de Fátima - E.M. Padre Francisco José da Silva - E.M. Pedro Gomide Filho - E.M. Prefeito Antônio Chequer - E.M. Presidente Getúlio Vargas - E.M. Professor Arlindo Paula Gonçalves - E.M. Professor Paulo Mário Del Giudice - E.M. Professora Jacyra do V. Rodrigues - E.M. Professora Maria José Santana - E.M. Santo Antônio - E.M. Prefeito Antônio Chequer Escolas federais - Colégio de Aplicação da Universidade Federal de Viçosa (COLUNI) | Escolas estaduais - E.E. Alice Loureiro - E.E. Dr. Raimundo Alves Torres - E.E. Effie Rolfs - E.E. José Lourenço de Freitas - E.E. Madre Santa Face - E.E. Padre Álvaro Corrêa Borges - E.E. Professor Cid Batista - EJA - E.E. Professor Sebastião Lopes de Carvalho - E.E. Raul de Leoni - E.E. Santa Rita de Cássia - CESEC Dr. Altamiro Saraiva Escolas privadas - Centro Educacional Gênesis - Colégio Ágora - Rede Pitágoras - Colégio Anglo de Viçosa - Sistema Anglo de Ensino - Colégio Carmo - Irmãs Carmelitas da Divina Providência - Colégio Ômega Sistema de Ensino - Colégio Equipe de Viçosa - Sistema Equipe de Ensino - Coeducar - Cooperativa Educacional de Viçosa |

- Educação superior

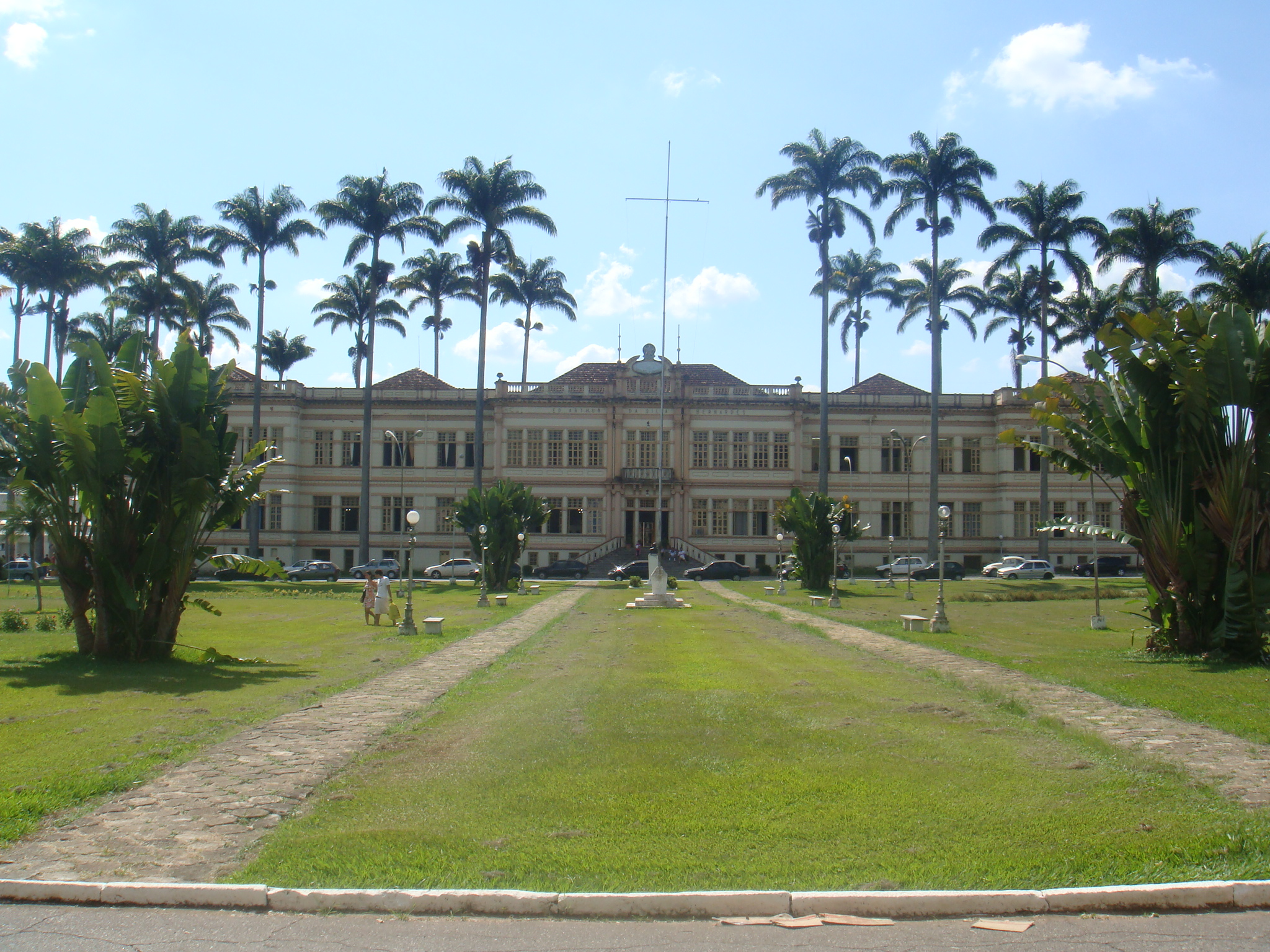
Ed. Arthur Bernardes - UFV

No Ensino Superior, Viçosa vem se destacando no cenário regional por ser sede de diversas Faculdades. Sendo que uma é a Universidade Federal de Viçosa, que é um centro reconhecido principalmente pelas ciências agrárias e ciências exatas, reconhecida pelo MEC como a 7ª melhor universidade do Brasil baseando-se na prova do ENADE de 2009. Mas a cidade também conta com quatro Faculdades Particulares, sendo elas, União de Ensino Superior de Viçosa (UNIVIÇOSA), Faculdade de Viçosa (FDV), Escola de Estudos Superiores de Viçosa (ESUV) e Universidade do Norte do Paraná (UNOPAR).
- Ensino técnico

A cidade conta com uma variedade de escolas técnicas. Escola Técnica de Viçosa - ETEV, Educação Avançada - EVATA, Microlins, Escola Téc. José Rodrigues da Silva (ETJRS), que possui 18 cursos técnicos, dentre eles se destaca o de Enfermagem que tem sempre uma maior procura por ser o único na cidade.
- Pré-vestibulares

Pré-vestibular Anglo, pré-vestibular DCE, Ômega Sistema de Ensino (pré-Enem, pré-Med, pré-Coluni, pré-Pism, pré-Concursos), pré-vestibular Equipe, pré-vestibular Exitus, pré-vestibular Gama e pré-vestibular Parâmetro, pré-Coluni Da Vinci, pré-Coluni Aprovado, pré-Coluni Filadélfia e pré-Coluni Equipe.
- Escolas de línguas

Viçosa conta com uma variedade de escolas de língua estrangeira, entre elas podemos citar: CCAA, Wizard, Icbeu, Fisk, Number One, REC, Uptime, Yep!, Alliance Française e Francês Universitário.

### Ciência, tecnologia e desenvolvimento
Nos últimos anos, Viçosa vem sendo conhecida pelo seu aspecto científico e tecnológico. Para um melhor aproveitamento dos recursos disponíveis na UFV e para o incentivo ao empreendedorismo e a promoção do desenvolvimento local e regional, foi criada em 8 de agosto de 2011, o CENTEV - Centro Tecnológico de Desenvolvimento Regional de Viçosa. O CENTEV tem como missão promover e aperfeiçoar as relações entre a UFV, o setor público em geral e o setor privado de forma a promover o desenvolvimento econômico, social e ambiental de Viçosa e região. A EMATER - Empresa de Assistência Técnica e Extensão Rural também possui filial instalada em Viçosa.
Em Viçosa está instalada a sede regional na Zona da Mata da EPAMIG - Empresa de Pesquisa Agropecuária de Minas Gerais. A EPAMIG é a principal instituição de execução de pesquisa agropecuária de Minas Gerais e tem a função de apresentar soluções para o complexo agrícola, gerando e adaptando alternativas tecnológicas, oferecendo serviços especializados, capacitação técnica, insumos qualificados compatíveis com as necessidades dos clientes e em benefício da qualidade de vida da sociedade.

## Cultura, lazer e patrimônio

### Reflexos arquitetônicos e urbanísticos
Viçosa foi fundada no final do período colonial, cresceu no período imperial e início da era republicana, tendo seu desenvolvimento acelerado após a época da Segunda Guerra Mundial.

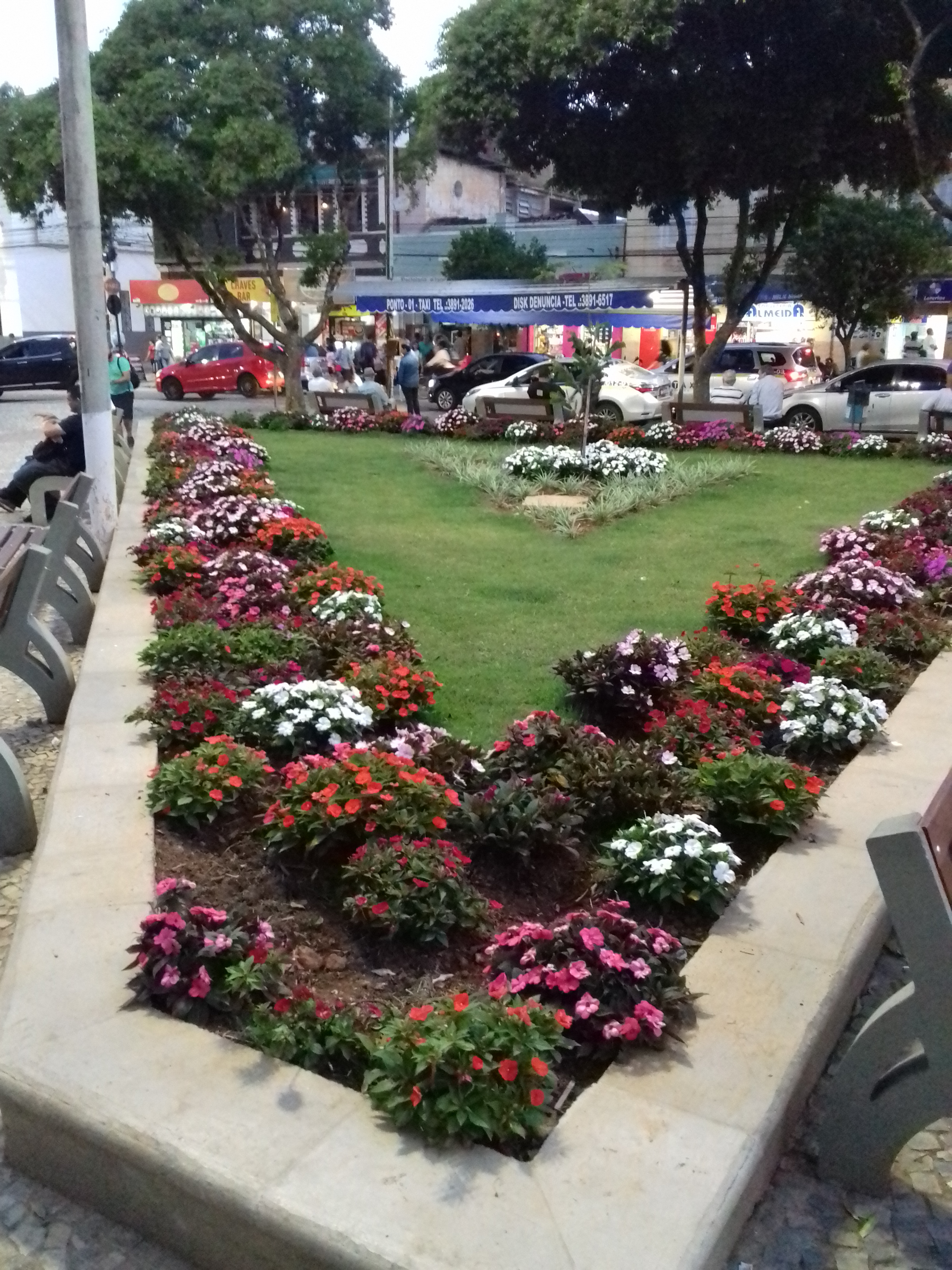
Detalhe da Praça Silviano Brandão em 2019

O urbanismo colonial no Brasil se caracterizou frequentemente pela adaptação do traçado das ruas, largos e muralhas ao relevo do terreno e posição de edifícios importantes, como conventos e igrejas. Apesar de não seguirem o rígido padrão de tabuleiro de xadrez das fundações espanholas na América. As primeiras vias do povoado que gerou Viçosa foram traçadas adaptando-se ao relevo, ligando as ermidas, ao rio. Após a expansão para a área central, no segundo quartel do século XIX, as ruas foram traçadas de forma regular, aproveitando-se do relevo mais satisfatório, ligando a praça da Matriz ao Cemitério, passando pela Capela do Rosário. Ainda hoje esse traçado existe e nele estão os principais logradouros da cidade (Rua Benjamin Araújo, Rua Virgílio Val, Praça Silviano Brandão, Rua Arthur Bernardes, Rua Senador Vaz de Mello, Praça do Rosário, Rua Padre Serafim).

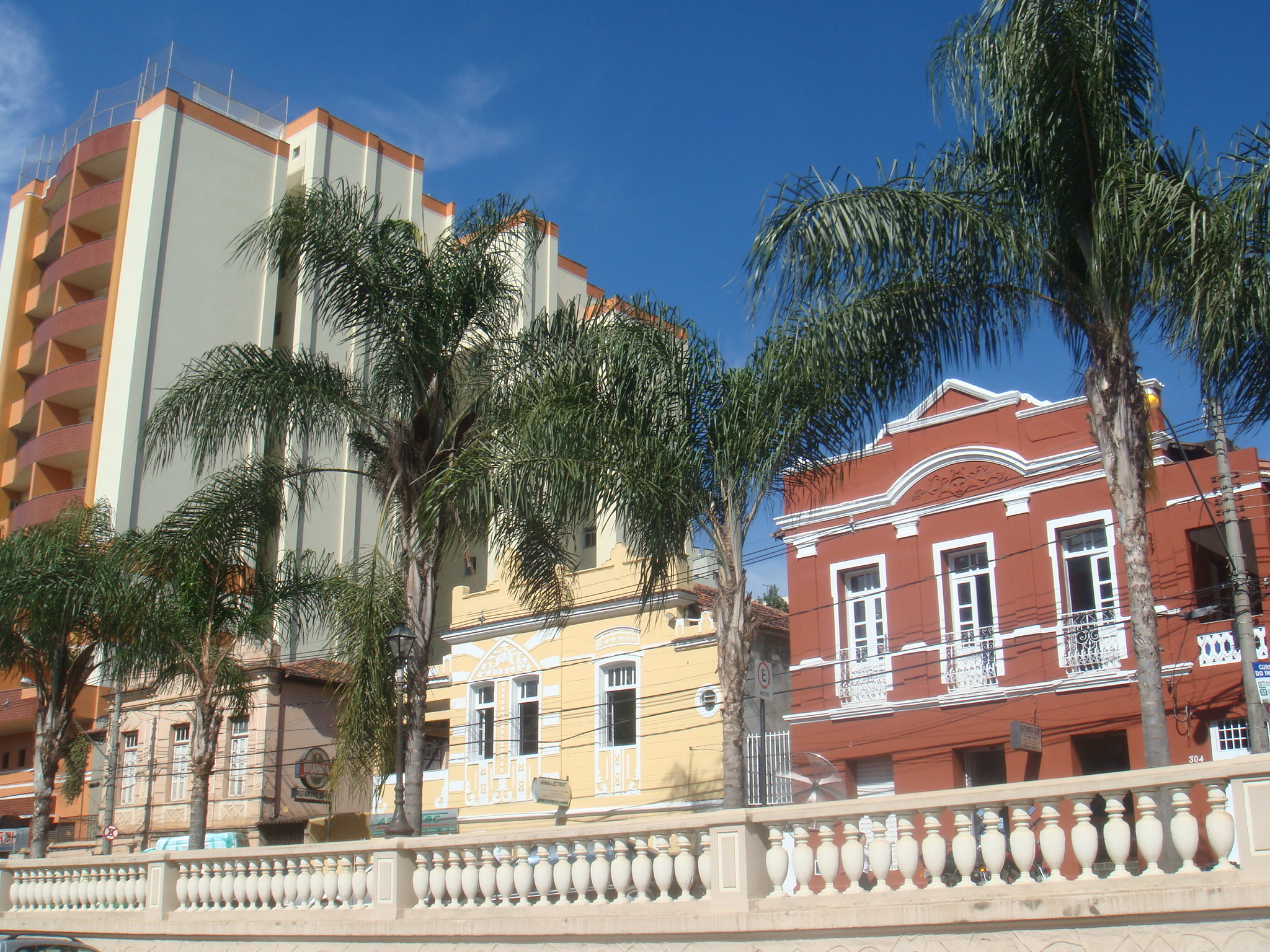
Avenida Bueno Brandão 304, 322, 340B

Inicialmente, a arquitetura colonial utilizou as técnicas da taipa-de-pilão e pau-a-pique, de rápida construção e que utilizava materiais abundantes na região: barro e madeira. Logo se adotaram também a alvenaria de pedra ou tijolos de adobe para levantar paredes, que permitiam a construção de estruturas maiores e a inclusão de madeiramento para pisos e tetos. A cantaria (trabalhos em pedra) não foi muito utilizada na Zona da Mata, ao contrário das regiões auríferas.
No período imperial, com a elevação do povoado a Vila e Cidade, novos moradores chegavam e o lugar começou a sofrer melhorias urbanísticas, como pavimentação das vias, iluminação pública, distribuição de água, paisagismo, etc.
Pouco depois da Proclamação da República a estrada de ferro chega ao município. As distâncias encurtaram e Viçosa passou a ter uma ligação direta com a capital do país. Essa ligação contribuiu para aumentar as influências sociais. A arquitetura começou a imitar o casario carioca e importar materiais de construção e ornamentação mais sofisticados, muitas vezes vindos da Europa.
No início do século XX surgiram nas Rua Gomes Barbosa, Avenida Santa Rita e Avenida Bueno Brandão um casario eclético, carregado de valores contemporâneos, e enriquecidos com o que havia de melhor na capital do país. Arquitetos e Engenheiros eram contratados no Rio para projetar a residência dos fazendeiros e comerciantes da cidade. Surgiu uma elite viçosense que refletia em seus imóveis o status social. As vias que abrigavam esses imóveis sofreram reformulação, pavimentação especial e ornamentação. Nessa época a Rua Gomes Barbosa foi pavimentada com pedras e a Avenida Bueno Brandão, ganhou a contenção e proteção, hoje conhecida como balaustrada.

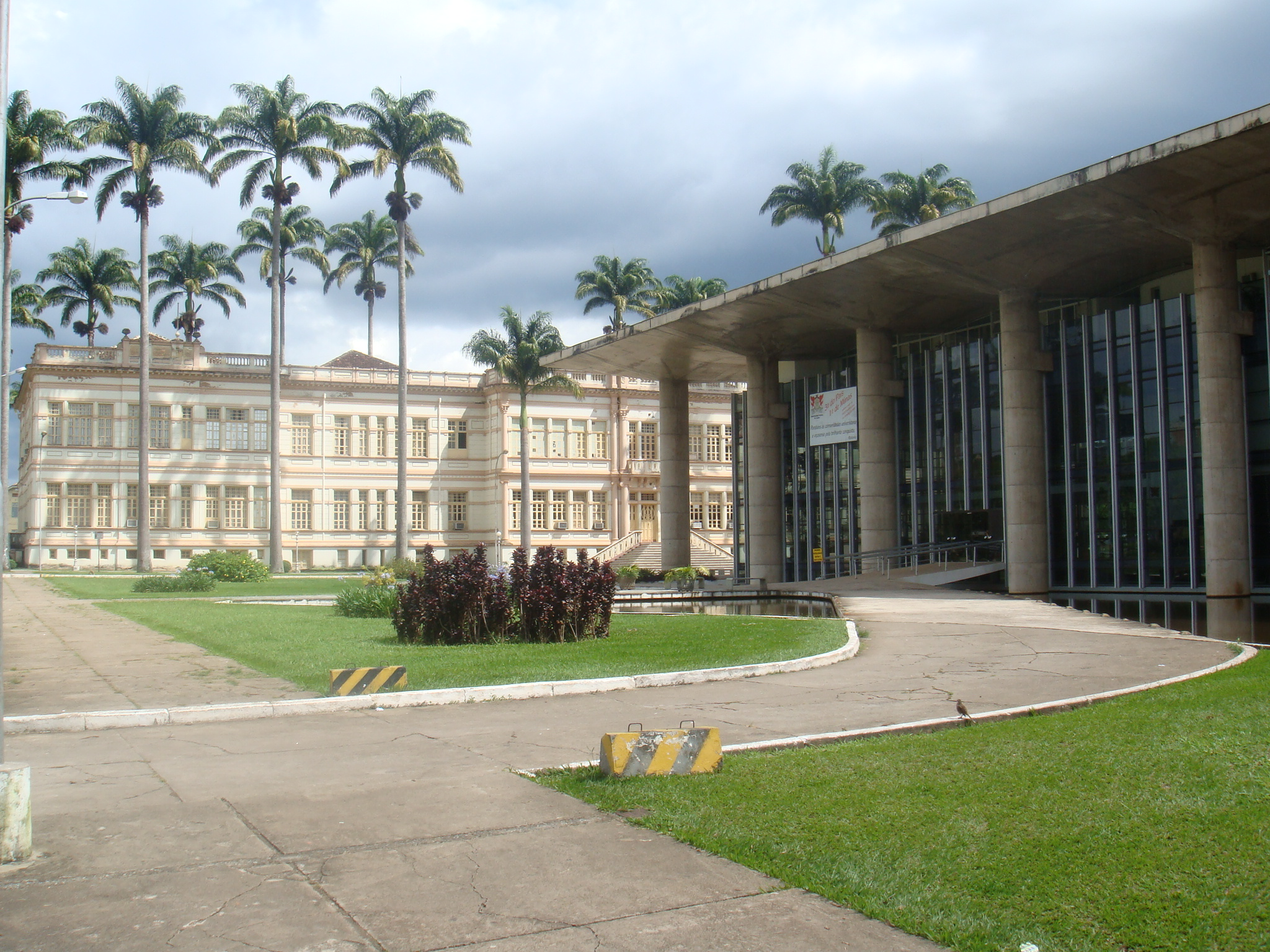
Centro de Vivência UFV

 Com a implantação da ESAV, na década de 1920, a cidade começou a ter um grande fluxo de conhecimento, que foi refletido nas edificações. O Campus recebeu um projeto urbanístico especial, tomando partido do vale no qual está instalado. O conjunto histórico do campus é um dos núcleos ecléticos mais bem preservados do município. No centro da cidade ainda há grandes casarões no estilo, que outrora abrigaram famílias e estabelecimentos comerciais e culturais que fizeram parte da história do município.
Apesar de grande parte da cidade ter crescido sem planos urbanísticos, destacam-se importante ícones de urbanismo no traçado urbano local. A Vila Gianetti, construída pela Universidade na década de 1950, para ser residência dos professores, é um destes ícones. Um conjunto de 52 casas, racionalmente dispostas em três vias de amplas dimensões, contando com calçadas, jardins, quintais e amplos afastamentos laterais, refletiram os valores vanguardistas da instituição, que ousou implantar no interior do estado um modelo diferenciado de desenho urbano. Atualmente a cidade vive expansão dos condomínios privados, verticais e horizontais, que refletem as leis do município.

### Bens tombados

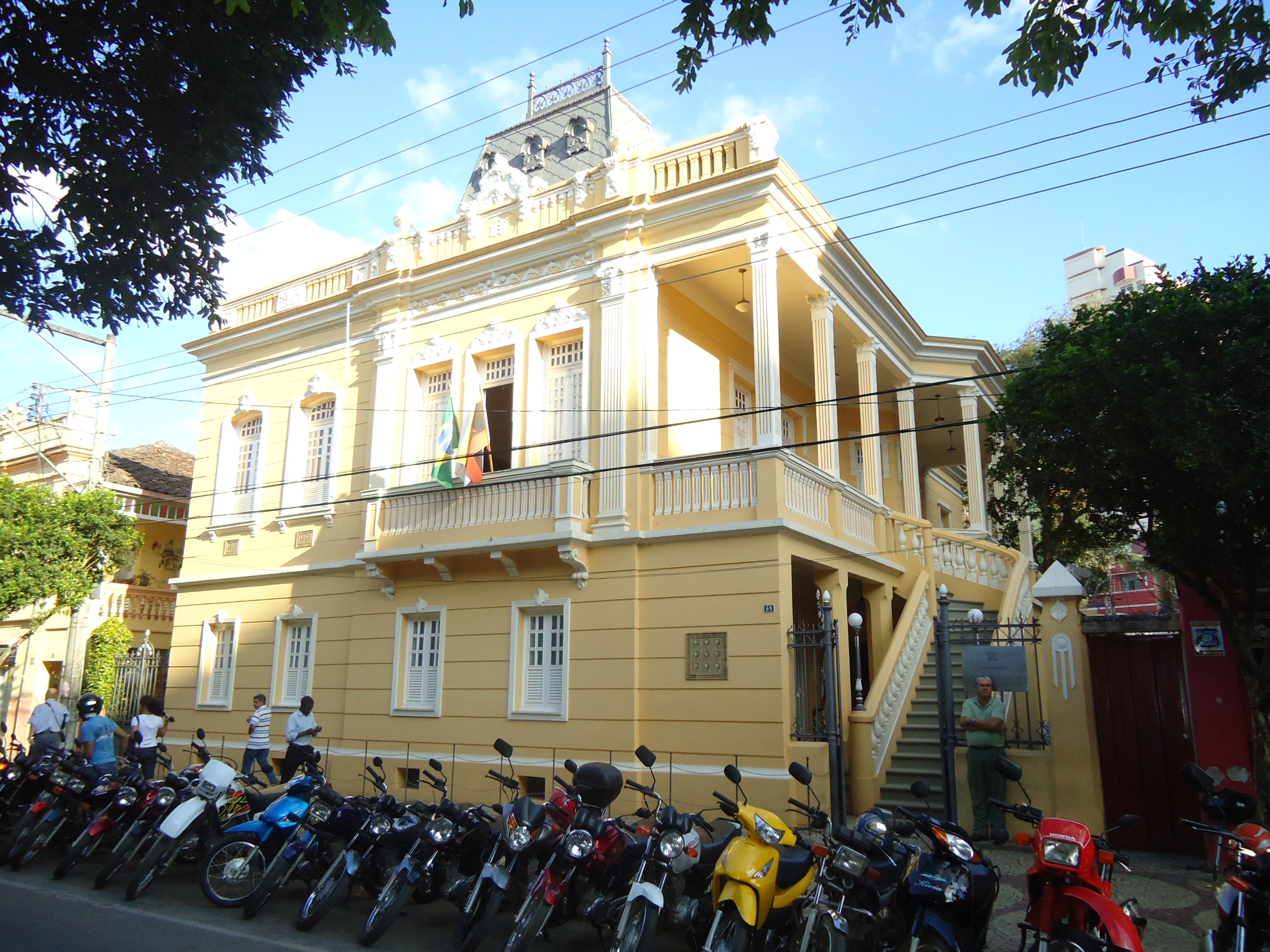
Casa Arthur Bernardes

O tombamento é o ato de reconhecimento do valor cultural de um bem, que o transforma em patrimônio oficial e institui regime jurídico especial de propriedade, levando-se em conta sua função social. O poder público reconhece, protege e incentiva a difusão do conhecimento sobre o bem, que a partir do tombamento é considerado patrimônio de uma comunidade, fazendo parte de seus valores, participando da identidade local e sendo referência histórica/social.
O Estado de Minas Gerais tombou a casa do ex-presidente Arthur Bernardes, como patrimônio do povo mineiro.

Abaixo segue a lista de bens tombados na cidade, pelo município de Viçosa.

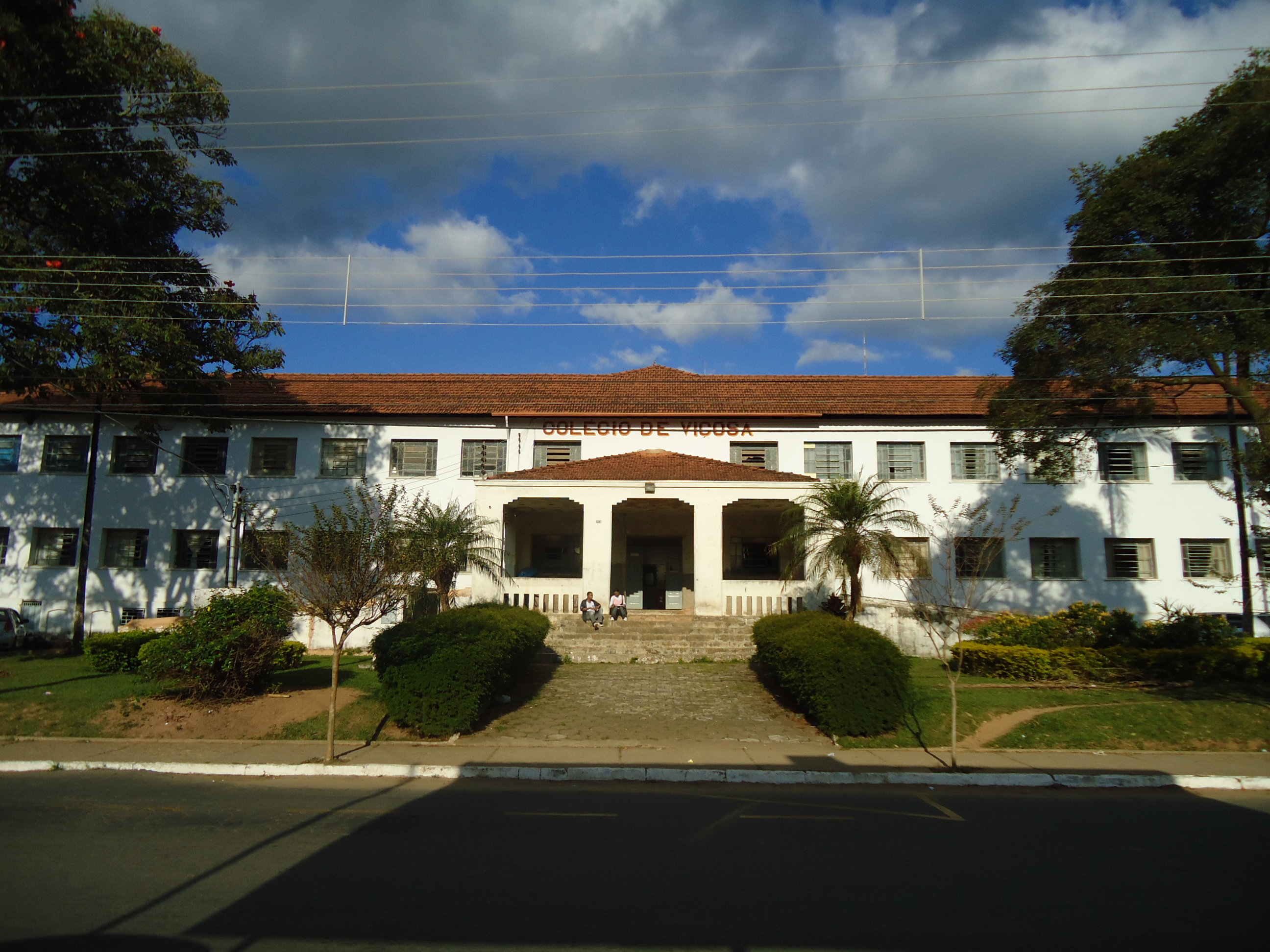
Colégio de Viçosa

- Balaustrada (Avenida Bueno Brandão).
- Capela de Nosso Senhor dos Passos.
- Casa do ex-presidente Arthur Bernardes.
- Casa 254 da Avenida Bueno Brandão.
- Casas 119 e 129 da Rua Gomes Barbosa.
- Colégio de Viçosa
- Edifício Arthur da Silva Bernardes (Campus UFV).
- Escola Municipal Ministro Edmundo Lins (Antiga Cadeia Pública). Capela Senhor dos Passos

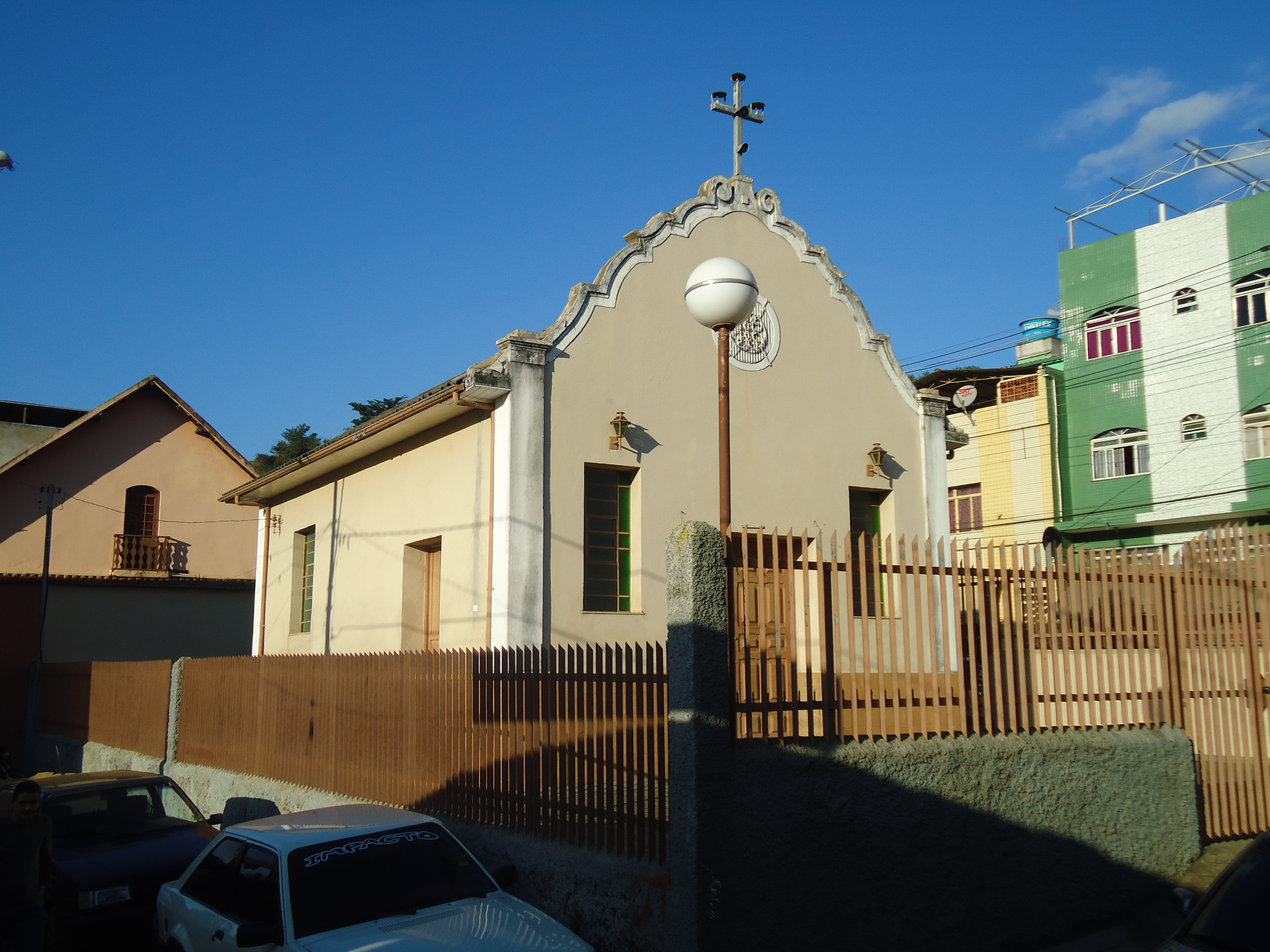
Capela Senhor dos Passos

- Escola Municipal Coronel Antônio da Silva Bernardes - CASB.
- Estação Ferroviária de Viçosa.
- Estação Ferroviária de Silvestre.
- Fachada do primeiro hospital da cidade (Avenida Bueno Brandão).
- Livro de Atas da Câmara Municipal, 1903 a 1909.
- Lambreta do Prof. Sebastião Lopes de Carvalho.
- Sede do Parque Tecnológico de Viçosa - CENTEV (Antigo Patronato Agrícola).
- Volume da ala antiga do Hospital São Sebastião. Hospital São Sebastião

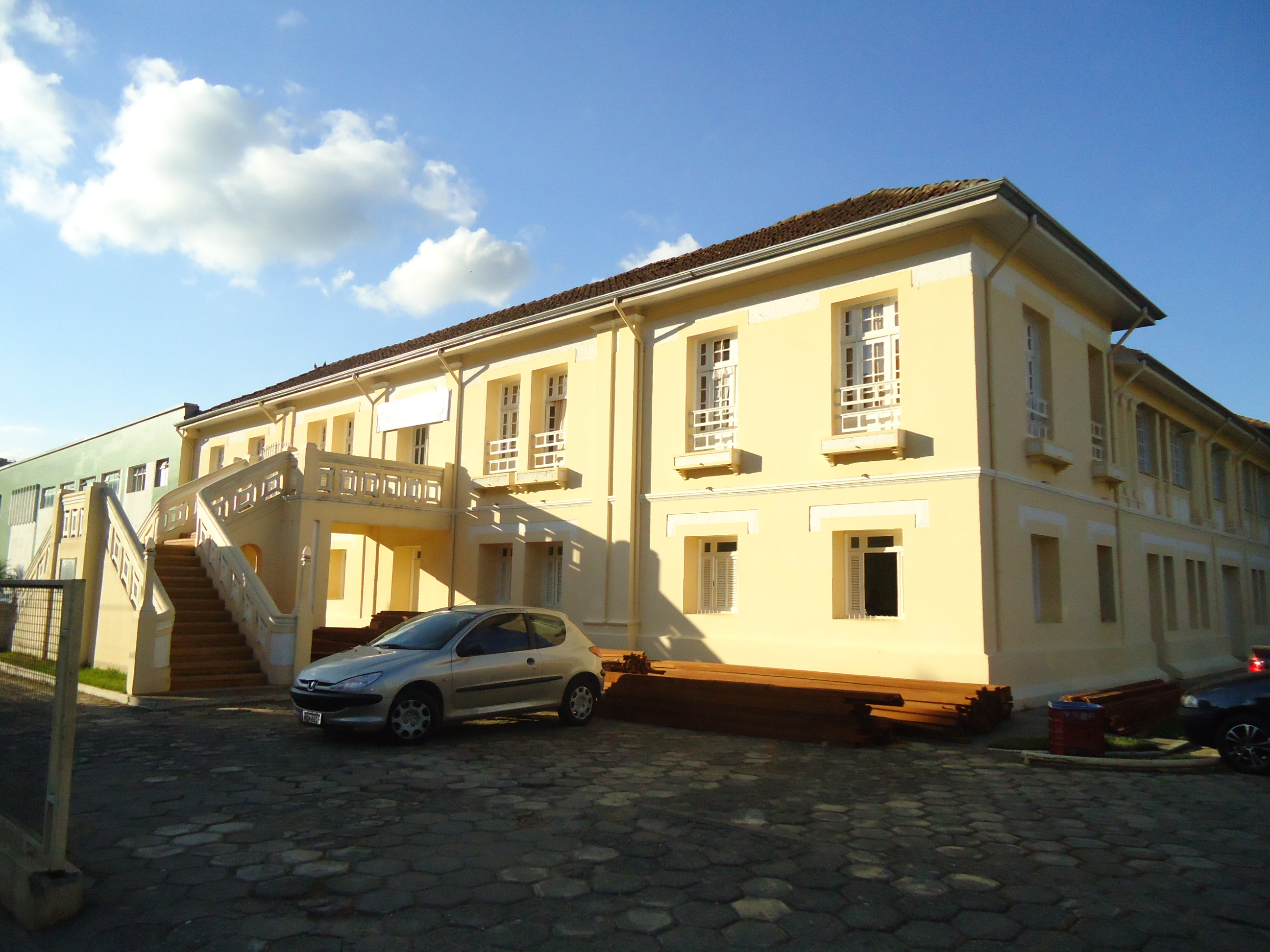
Hospital São Sebastião

### Folclore
Festas religiosas:
- Semana Santa: Manifestação que ocorre nas Paróquias Santa Rita de Cássia e Nª. Sra. De Fátima
- Encenação Semana Santa: Manifestação que ocorre na Praça Silviano Brandão.
- Semana Santa Ao Vivo: Manifestação que ocorre no Distrito São José do Triunfo.
- Coroações do Mês de Maio: Manifestação ocorre no Santuário de Santa Rita de Cássia.
- Festa de Santa Rita: Manifestação ocorre no Santuário de Santa Rita de Cássia.
- Festa de Nossa Senhora de Fátima: Manifestação ocorre na Igreja Matriz Nossa Senhora de Fátima
- Seara – Encontro Aberto de Carnaval: Manifestação ocorre no Campus da UFV.

Festas Folclóricas no município de Viçosa:
- Blocos de Carnaval: Manifestação ocorre no Centro da Cidade.
- Marcha Nico Lopes: Manifestação ocorre no Campus da UFV e no Centro. Considerada bem histórico-cultural de natureza imaterial do município, fazendo parte do seu patrimônio cultural.[30]
- Congado: Manifestação ocorre no Distrito de São José do Triunfo.

Expressões e Entidades – Bem Imaterial
- Liga Operária Viçosense: Manifestação ocorre na Sede da Liga operária, localizada na Rua Virgílio Val, Centro.
- VAC – Viçosa Atlético Clube: Manifestação ocorre na Sede do Clube.

### Artesanato e artistas
A produção do artesanato local é bem diversificada. Destacam-se principalmente os trabalhos manuais como bordados, tapetes de tiras, crochê e tricô. Destacam-se também as pinturas em óleo sobre tela expostas em galerias pela cidade, principalmente a Galeria José Lino Santana.
Viçosa conta também com alguns artistas locais e grupos artísticos onde seus integrantes são, na maioria das vezes, artistas natos e o fazem como forma de preservação da cultura local. Os principais artistas e grupos artísticos foram listados a seguir:
- Clube Raízes da Viola: Responsável pela divulgação da música caipira nas comunidades viçosense.
- Cheiro de Relva: Responsável pela divulgação da música de raiz da microrregião de Viçosa, a música caipira.
- Orquestra de Câmara: Manifestação que apoia a música clássica na cidade.
- Grupo Êxtase de Dança: Grupo da Academia Núcleo Arte e Dança.
- Grupo Impacto de Dança de Rua: Grupo da Academia Núcleo Arte e Dança.
- Jorge Raphel - Luthier: Projetista e construtor de instrumentos musicais.

### Esportes
É comum a pratica dos Jogos escolares de viçosa (Jevs),onde existem inúmeras modalidades, disputadas por algumas escolas da região.

### Feriados e datas cívicas
Além dos feriados nacionais existem três datas municipais, sendo duas delas feriados:
- 22 de Maio

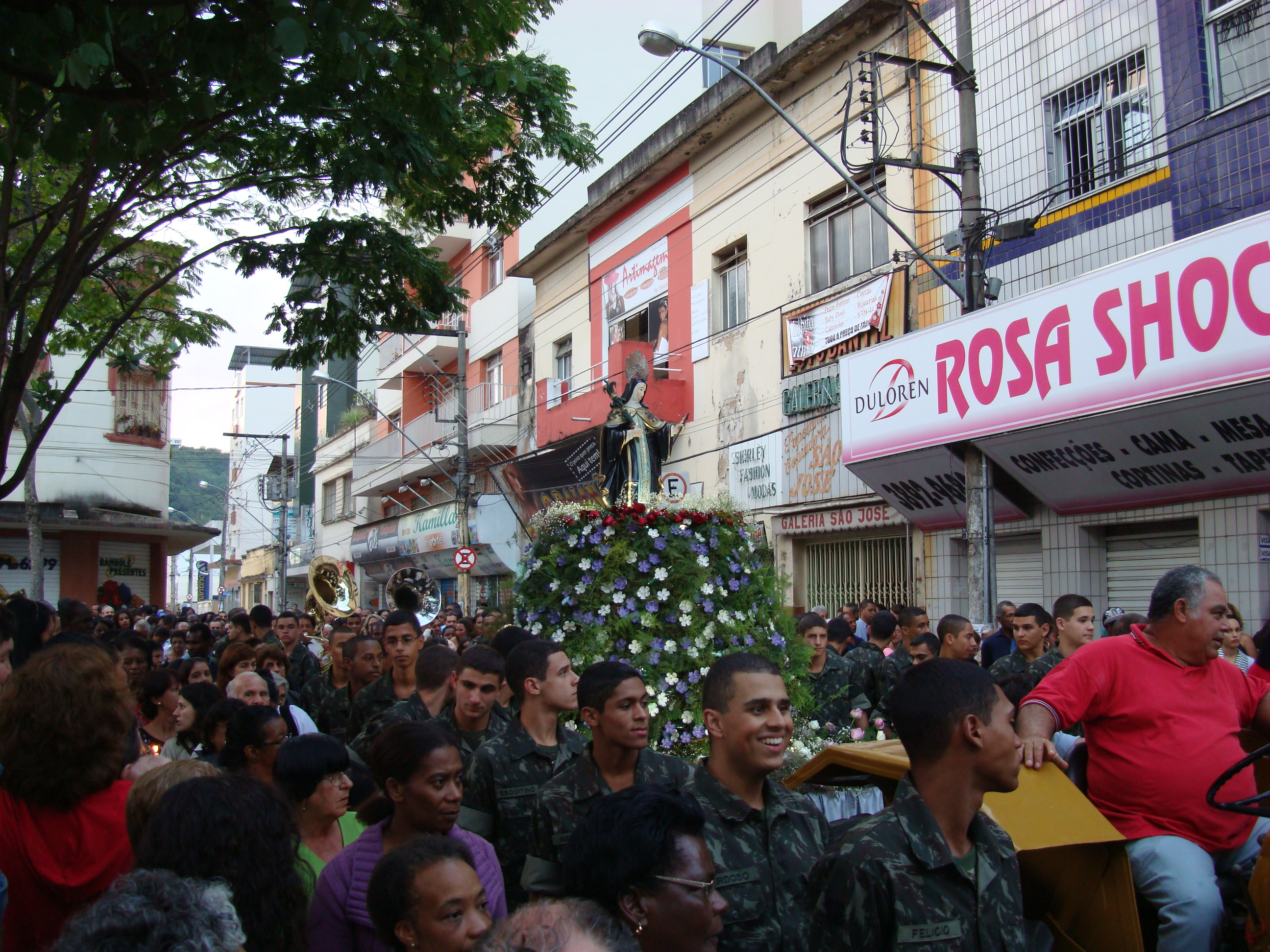
Procissão em honra a Santa Rita de Cássia.

Feriado Municipal no qual é comemorado o Dia de Santa Rita de Cássia, padroeira do município.
A data marcada pela maior expressão de fé e tradição da cidade. Tradição que foi construída a partir do século XIX, antes mesmo da santa ser canonizada (fato que só iria ocorrer em 1900).
A veneração à Santa Rita é marco da fundação do município, com a construção da primeira ermida em louvor a santa.
A primeira paróquia da cidade, que leva o nome da santa, foi constituída em 1833. A primeira igreja matriz foi inaugurada em 1851 e o novo templo, e atual, é datado de 1953.

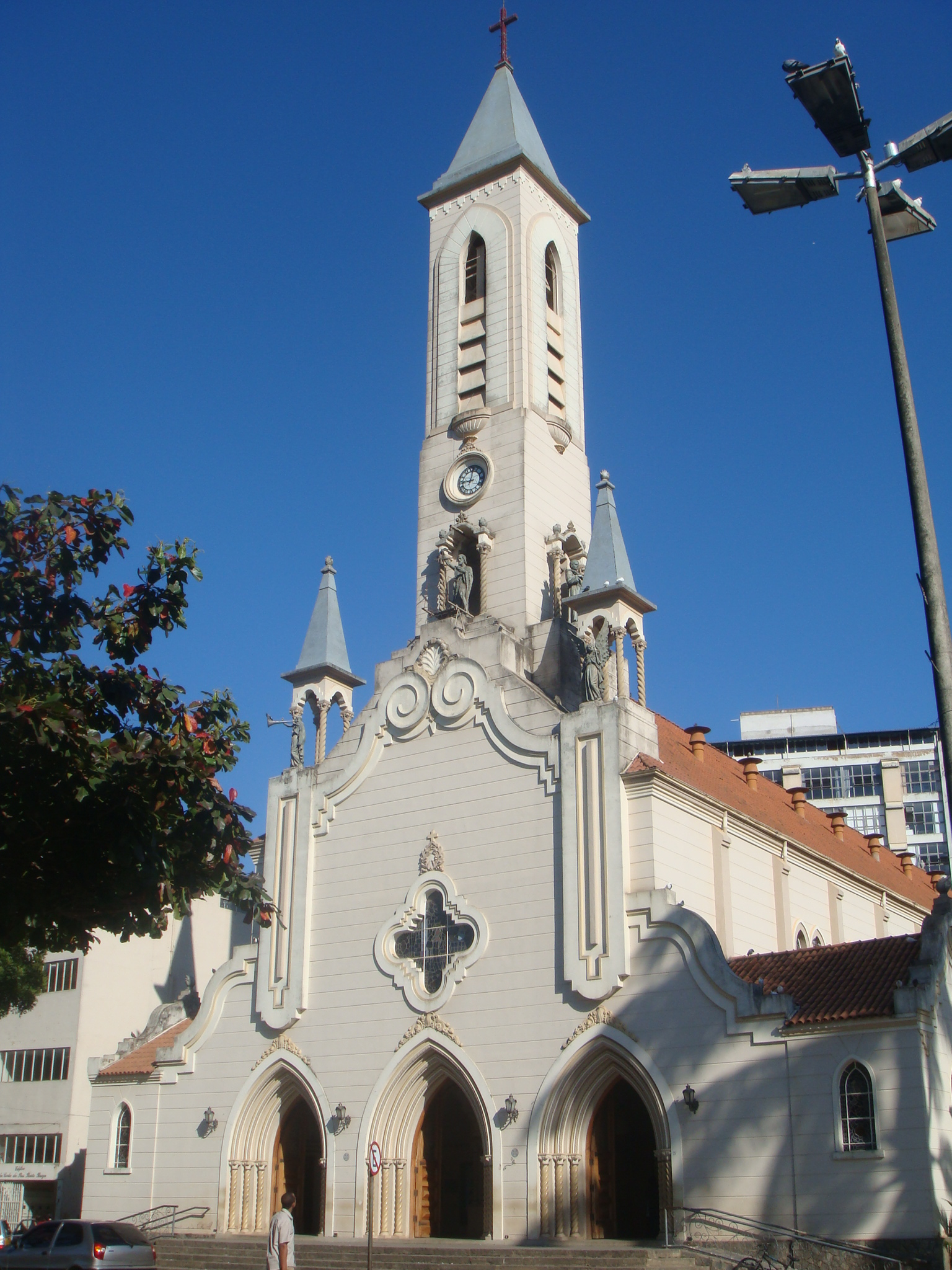
Santuário Santa Rita de Cássia

 O novo templo também é Santuário. A distinção é dada pela diocese aos templos caracterizados por receberem fiéis de toda a região, foco de peregrinação. Geralmente, esses templos tem a presença de ícones de fé e relíquias do santo.
As celebrações em honra a santa são organizadas pela paróquia de Santa Rita de Cássia, com apoio das demais paróquias do município. Os eventos começam com a novena em honra a santa. No dia 22 há celebrações durante todo o dia, com destaque para a Missa das Rosas às 10 hs da manhã, onde são distribuídas rosas aos fiéis e ocorre uma celebração festiva. Há a tradicional cavalgada pela cidade, organizada pelos clubes equestres e o leilão de gado, com animais doados por criadores da região, no meio do dia. No início da tarde é tradicional a carreata pelas ruas da cidade com música e buzinas. No final da tarde, por volta das 16 hs, começa a procissão que conduz pelas ruas do centro o carro andor com a imagem da santa. O carro andor é uma tradição de mais de 50 anos, fabricado pelo Seu Nelo. Com criatividade, ele decora a alegoria com temas contemporâneos utilizando flores, luzes e cenários. O carro andor é puxado por um trator pelas ruas da cidade. A tradição começou em meados do século XX, quando o pároco à época viu a necessidade de controlar o acesso das pessoas ao andor da santa na procissão, que até então era carregado, o que ocasionava certo tumulto. A procissão da padroeira é a maior que ocorre na região, levando milhares de fiéis as ruas. Sua duração é de aproximadamente 3 hs e é marcada por janelas enfeitadas, fogos de artifício e cânticos pelo trajeto.
A imagem da santa que sai em procissão é a mesma que fica locada no altar principal do santuário. Apesar de não saber exatamente sua procedência, estima-se que tenha sido doada a igreja na mesma época da construção da ermida na Praça Silviano Brandão, no segundo quartel do século XIX e que sua procedência seja da capital da colônia, Rio de Janeiro. Ela  carrega uma palma e um crucifixo, além de ter um esplendor de prata sobre a cabeça. Uma curiosidade é o enobrecimento da figura da freira (Santa Rita foi religiosa) com a inserção de panejamento com detalhes em ouro e uma capa sobre as costas, com arabescos e motivos florais.
- 8 de Agosto

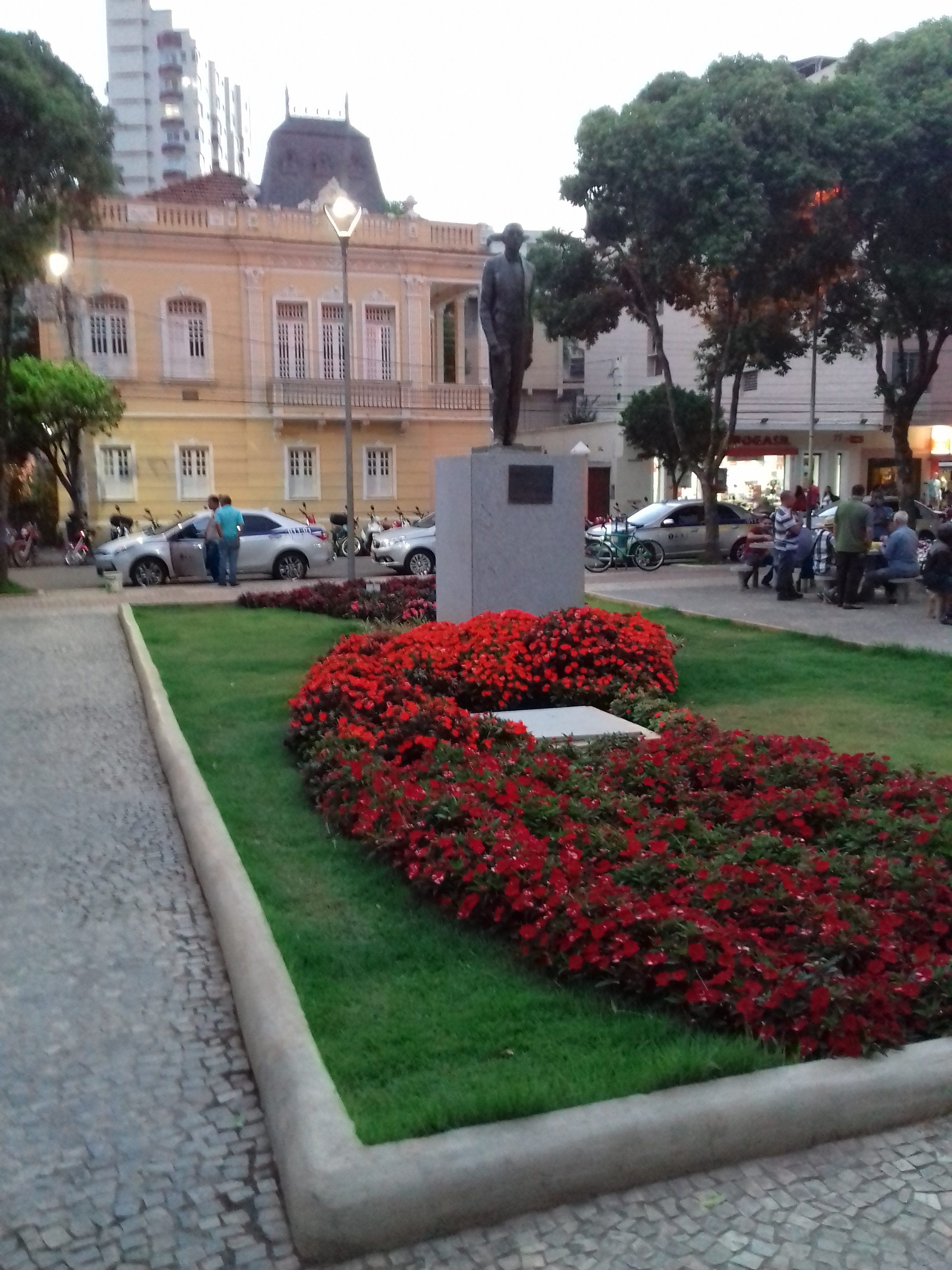
Praça Silviano Brandão, detalhe da estátua de Arthur Bernardes

Dia Cívico, no qual é comemorado o aniversário de Arthur Bernardes (ex-presidente da república)

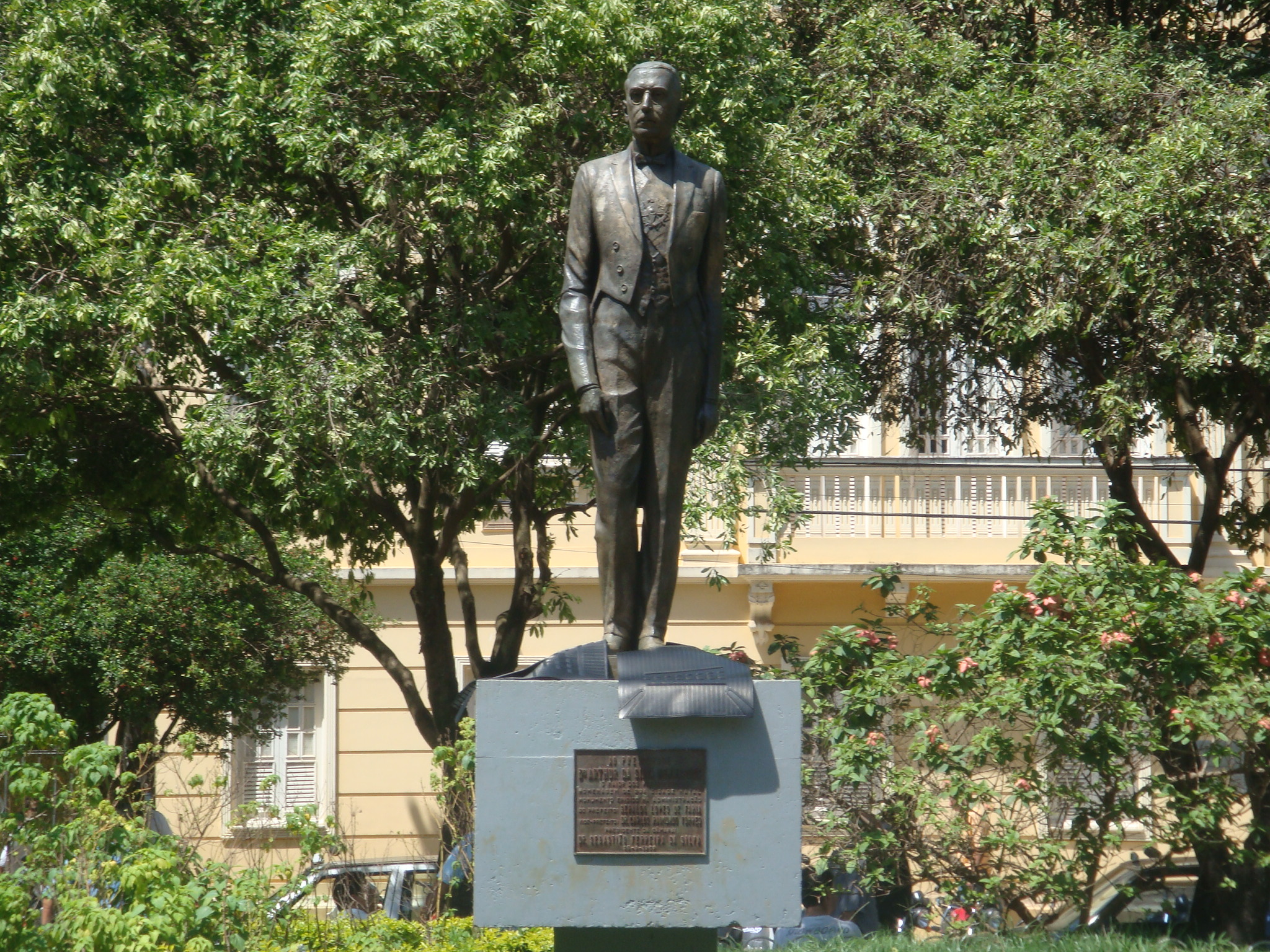
Estátua Arthur Bernardes

Foi um advogado e político brasileiro, presidente de Minas Gerais de 1918 a 1922 e presidente do Brasil entre 15 de novembro de 1922 e 15 de novembro de 1926. Esta data é marcada por homenagens ao político viçosense. Há neste dia o depósito de uma corbélia de flores junto à estátua do ex-presidente, localizada na Praça Silviano Brandão, numa cerimônia com a presença de políticos e representantes de entidades locais. Há uma missa na Igreja Matriz, localizada na praça em que residiu. O principal evento da data é a entrega da Comenda Arthur Bernardes. A comenda é entregue a cada dois anos, em jantar oferecido pela Associação Comercial de Viçosa, em que se homenageiam pessoas que prestam relevantes serviços ao município e à sociedade.
- 30 de Setembro

Feriado Municipal no qual é comemorado o Aniversário de Emancipação do município.
A data de celebração do aniversário da cidade gera algumas controvérsias. Há quem diga que deveria ser a data de instalação, outros a data de elevação à município. 30 de setembro se consolidou como data municipal após a celebração do centenário da cidade em 1971.
O dia é feriado municipal e é marcado por hasteamento da bandeira no Monumento ao Centenário, na Praça do Rosário, com a presença de políticos.
Na parte da manhã ocorre desfile cívico militar com a participação de escolas, entidades sociais, exército, polícia, corpo de bombeiros, além de exibição da frota de veículos municipais.
Pela data ser próxima ao Sete de Setembro, havia a tradição de se fazer um desfile com maior pompa no aniversário da cidade do que no Dia da Independência, porém esse costume se perdeu.
Há ainda, neste dia, eventos artísticos culturais, como shows, promovidos pela prefeitura local.